# Kapellen im Lübecker Dom

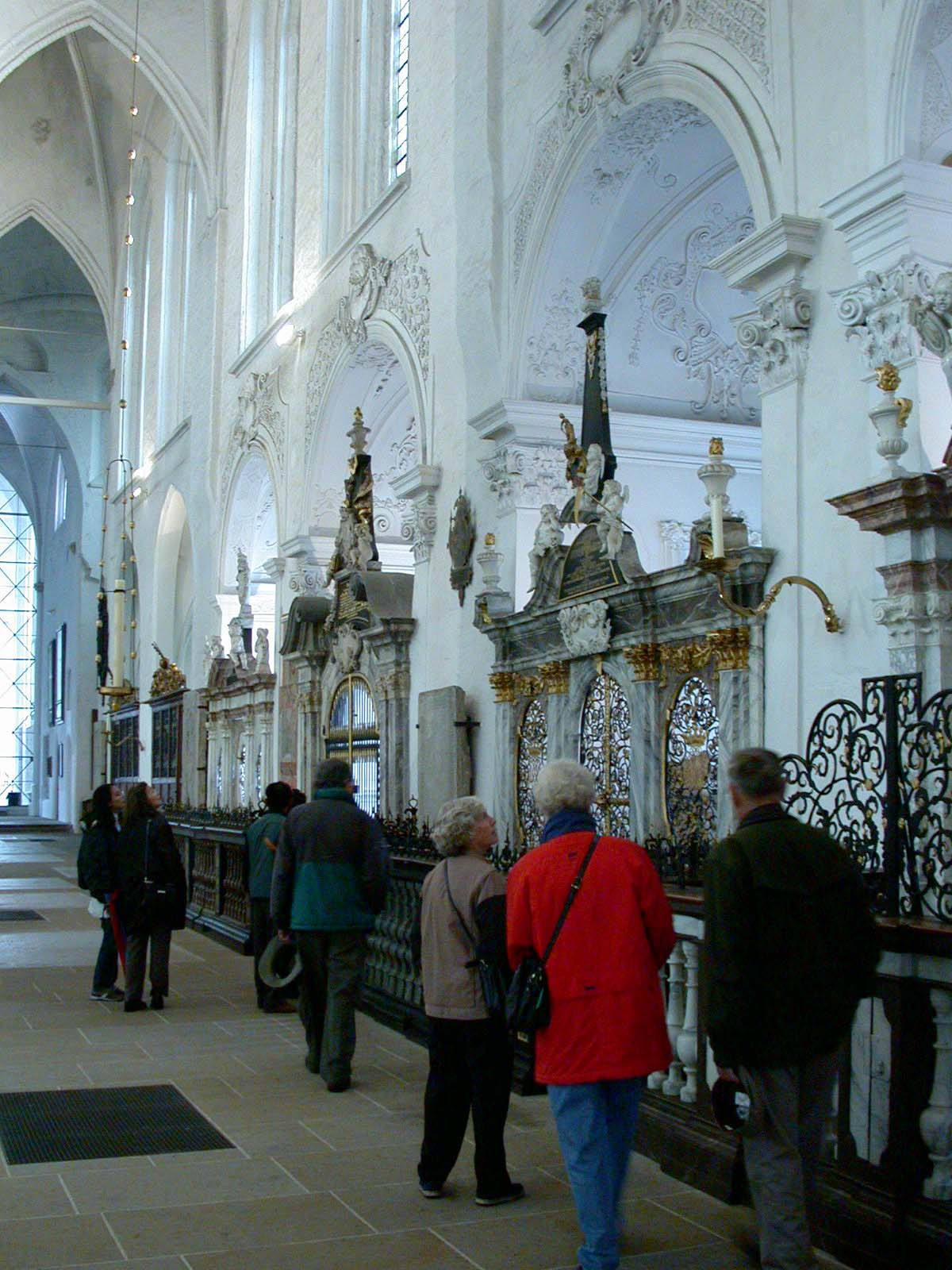
Grabkapellen am südlichen Seitenschiff des Doms

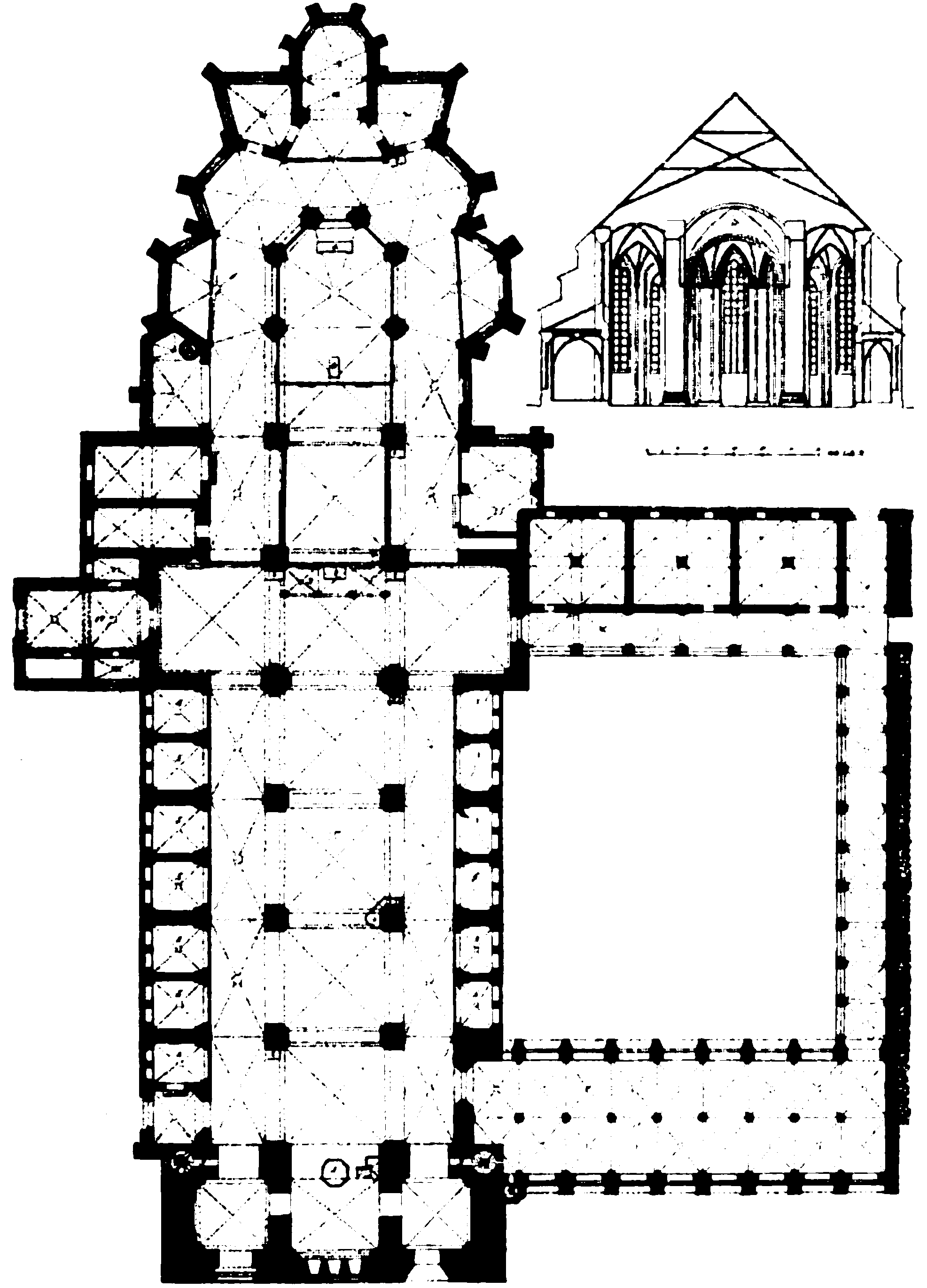
Plan des Lübecker Doms vor 1878, vor Freilegung der Nordervorhalle. Im Süden noch das 1890 zugunsten des Museumsneubaus abgebrochene Kloster

Die zahlreichen Seitenkapellen im Lübecker Dom wurden nach der Reformation von Mitgliedern des Domkapitels als Grablegen genutzt und erhielten überwiegend in der Zeit des Barock ihr heutiges Aussehen. 
Bei den im südlichen Seitenschiff gelegenen Grabkapellen finden sich aus der Zeit des Barock beispielsweise das von dem in Kopenhagen ansässigen flämischen Bildhauer Thomas Quellinus geschaffene Grabmal des dänischen Kanzlers Johann Hugo von Lente und die Grabkapelle des gottorfischen Staatsmannes Magnus von Wedderkop und seiner Frau, die im Ensemble mit den weiteren Kapellen den strengen romanischen Kirchenbau kontrastieren. Insbesondere die Kapellen im spätgotischen Chor des Gotteshauses sowie die unter den Türmen wurden beim Luftangriff auf Lübeck 1942 schwer betroffen, so dass nur noch Fragmente ihrer ursprünglichen Ausstattung vorhanden sind.
Die nachfolgende Liste führt zunächst die Kapellen an der Nordseite von West nach Ost auf, sodann dem Uhrzeigersinn folgend die Kapellen im Chor. Es folgen die Kapellen im Bereich der beiden Türme von Nord nach Süd und die Kapellen an der Südseite des Kirchenschiffs ebenfalls von West nach Ost. Beschrieben werden die jeweilige Geschichte, der Zustand und die Ausstattung bis 1942 sowie die heutige Nutzung und Ausstattung nach dem Wiederaufbau des Gotteshauses.

## Bagge-Kapelle
Die Gründungsgeschichte dieser Kapelle ist nicht bekannt. Zeitweilig gehörte sie dem Domherrn Thomas Grote. Um 1560 war sie Taufkapelle. Gegen Ende des 16. Jahrhunderts wurde sie auch nach dem hier beigesetzten Domdechanten Andreas Angerstein († 1570) als Angerstein-Kapelle bezeichnet. Die Kapelle ging im 17. und 18. Jahrhundert durch mehrere Hände, bis sie 1775 von dem Lübecker Ratsherrn Johann Friedrich Bagge erworben wurde. Heute wird die Kapelle als Sakristei genutzt.

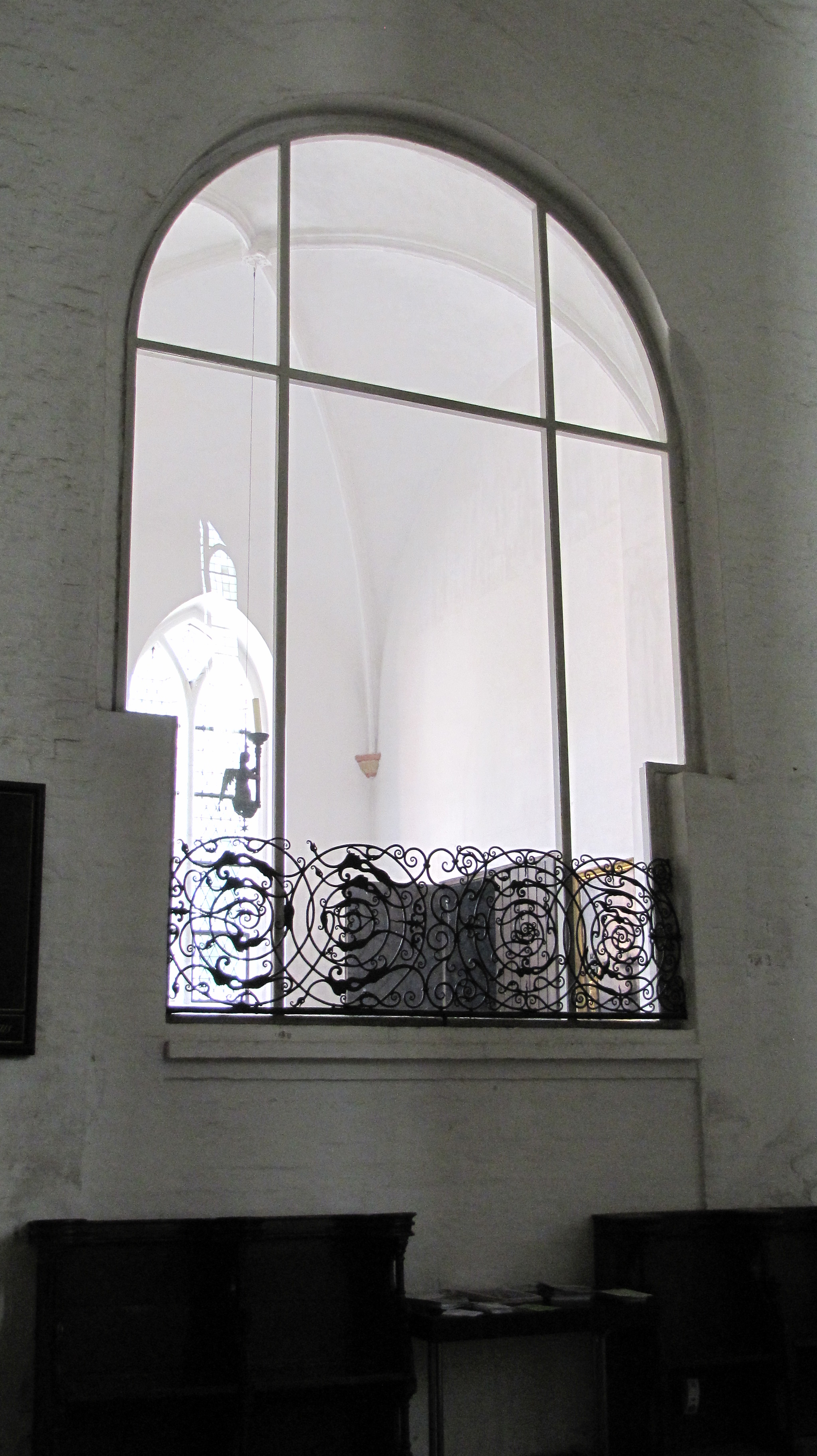
Bagge-Kapelle heute, vom nördlichen Seitenschiff gesehen
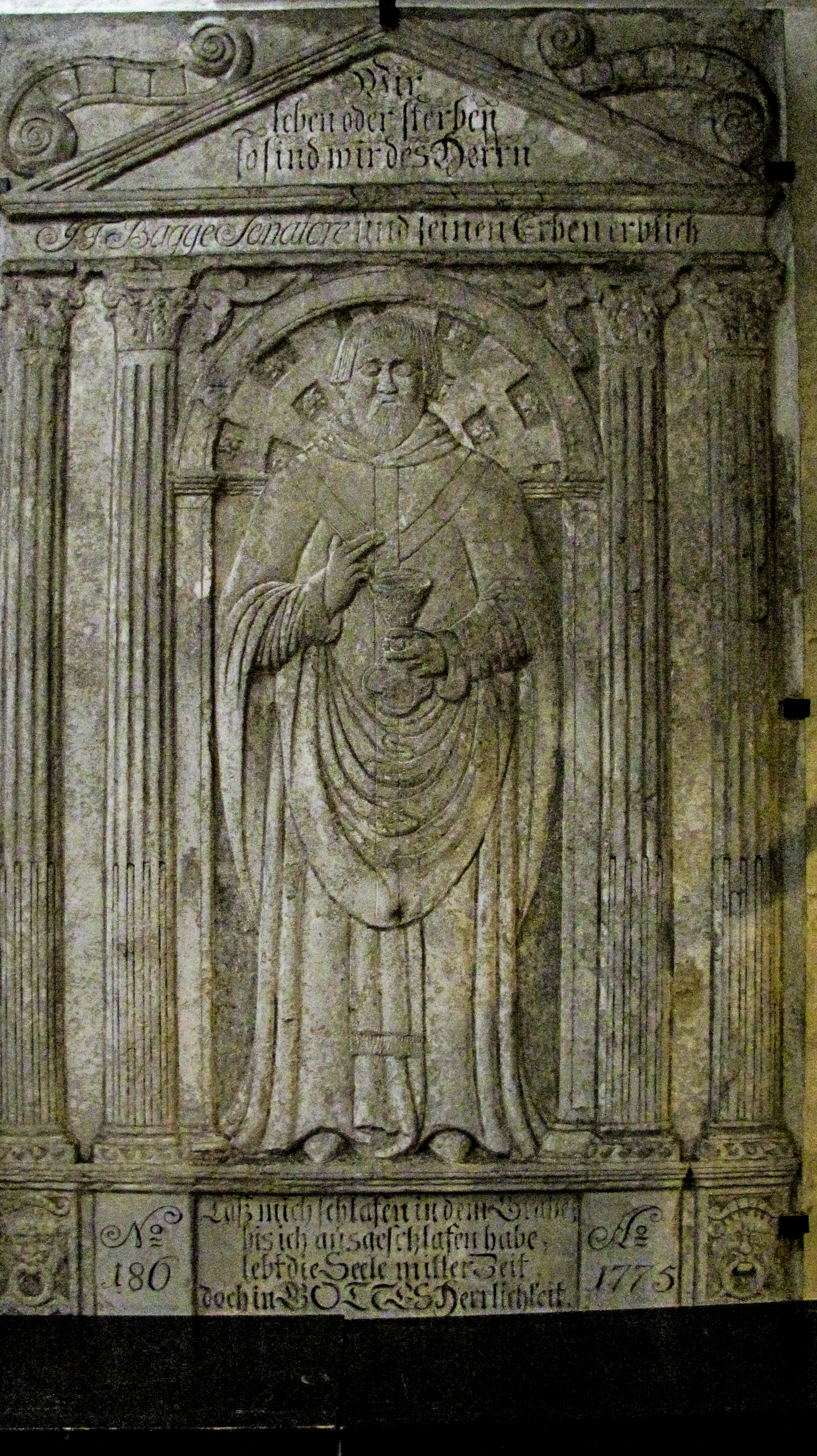
Grabstein für Andreas Angerstein, zweitverwendet für Johann Friedrich Bagge, ehemals in der Kapelle, seit Ende des 19. Jahrhunderts aufgerichtet an der Ostseite des Norderturms

## Domherren-Kapelle
Diese Kapelle wurde zu Anfang des 14. Jahrhunderts durch den Domherrn Johann vam Sode († 1340) zu Ehren der Heiligen Anna errichtet. Johann vam Sode stiftete für die Kapelle 1335 eine Vikarie und wurde in dieser Kapelle bestattet.
Seit 1847 wurde sie für Sitzungen des Geistlichen Ministeriums und später des Kirchenvorstands sowie auch als Konfirmandensaal genutzt.

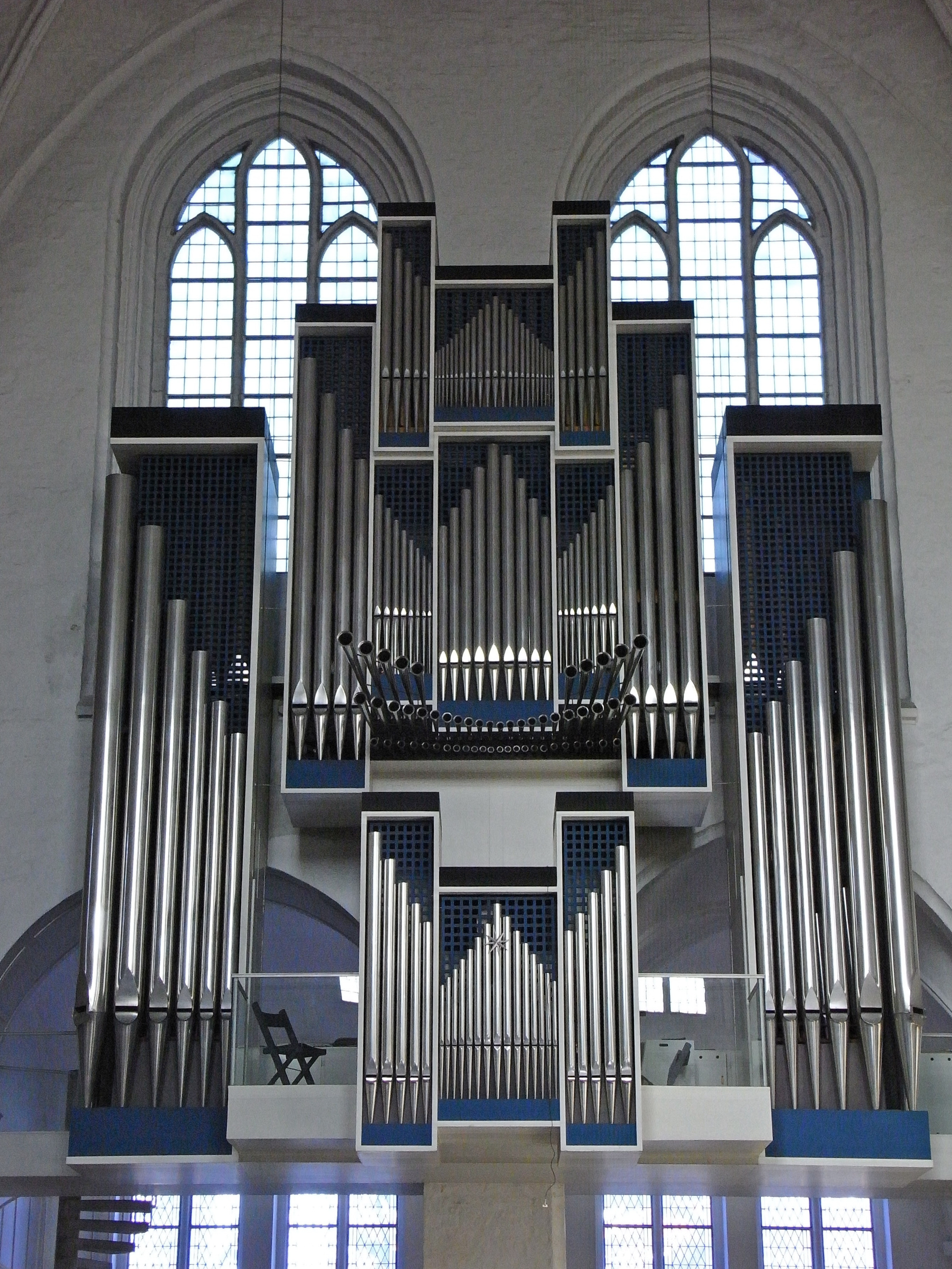
Die neue Orgel oberhalb der Domherren- und der Kantor-Kapelle

## Kantor-Kapelle
Diese Kapelle wurde zu Anfang des 14. Jahrhunderts, wohl vor dem Jahr 1308, durch den Lübecker Domkantor Heinrich von Hattorp erbaut, der 1335 für diese Kapelle auch eine Vikarie einrichtete. Seit dem 17. Jahrhundert wird sie als Kantor-Kapelle bezeichnet.

## Greveraden-Kapelle
Die erste überlieferte Bestattung in dieser Kapelle war die des Priesters Gerhard Ceghewange († 1319). Es wird vermutet, dass er auch Inhaber einer Vikarie in dieser Kapelle war, die jedoch schriftlich nicht überliefert ist.
Der Domherr und Mäzen Adolf Greverade stiftete für den Dom den Greveraden-Altar von Hans Memling, der sich heute im St.-Annen-Museum befindet.
Die Kapelle, die unter der Verwaltung der Greveraden- und Warneböken-Stiftung stand, erhielt 1769 ein neues Schrankenwerk unter Verwendung von Teilen des gotischen Messing-Gitters nach einem Plan des Ratsbaumeisters Johann Adam Soherr. Das übrige Messing wurde an den Ratsgießer Johann Hinrich Armowitz verkauft. Zwei Putten mit Kreuz und Bibel umrahmen das Wappen der Familie Greverade. 1883 wurden die Wände der Kapelle mit Glasplatten ausgelegt; im Jahr darauf erhielt sie eine neue Ausmalung.

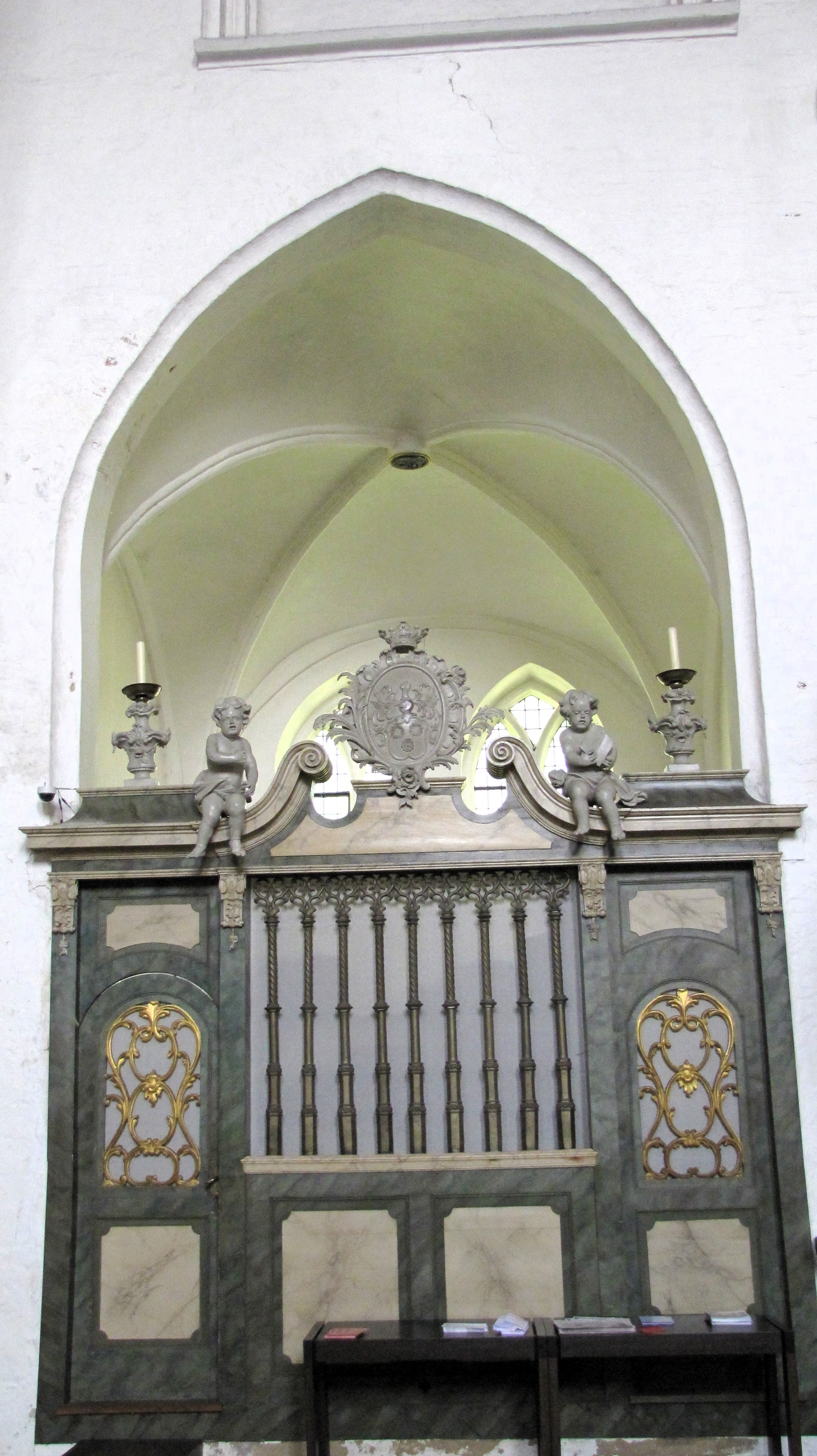
Greveraden-Kapelle

Der Greveraden-Altar, heute im St. Annen-Museum

## von-Wickede-Kapelle
Entstanden als Grabkapelle der Lübecker Familie Schoneke zu Beginn des 14. Jahrhunderts. Der Priester Hermann Schoneke († 1339) stiftete für diese Kapelle 1336 eine Vikarie und wurde auch in ihr begraben. Nach ihm fand auch der Lübecker Bürgermeister Nicolaus Schoneke hier 1362 seine letzte Ruhestätte. Später fiel sie an die Patrizierfamilie von Wickede und war seit dem 17. Jahrhundert Gegenstand mehrfacher Erbauseinandersetzungen innerhalb dieser Familie. Die Kapelle wird heute als Arbeitsraum des Küsters genutzt.

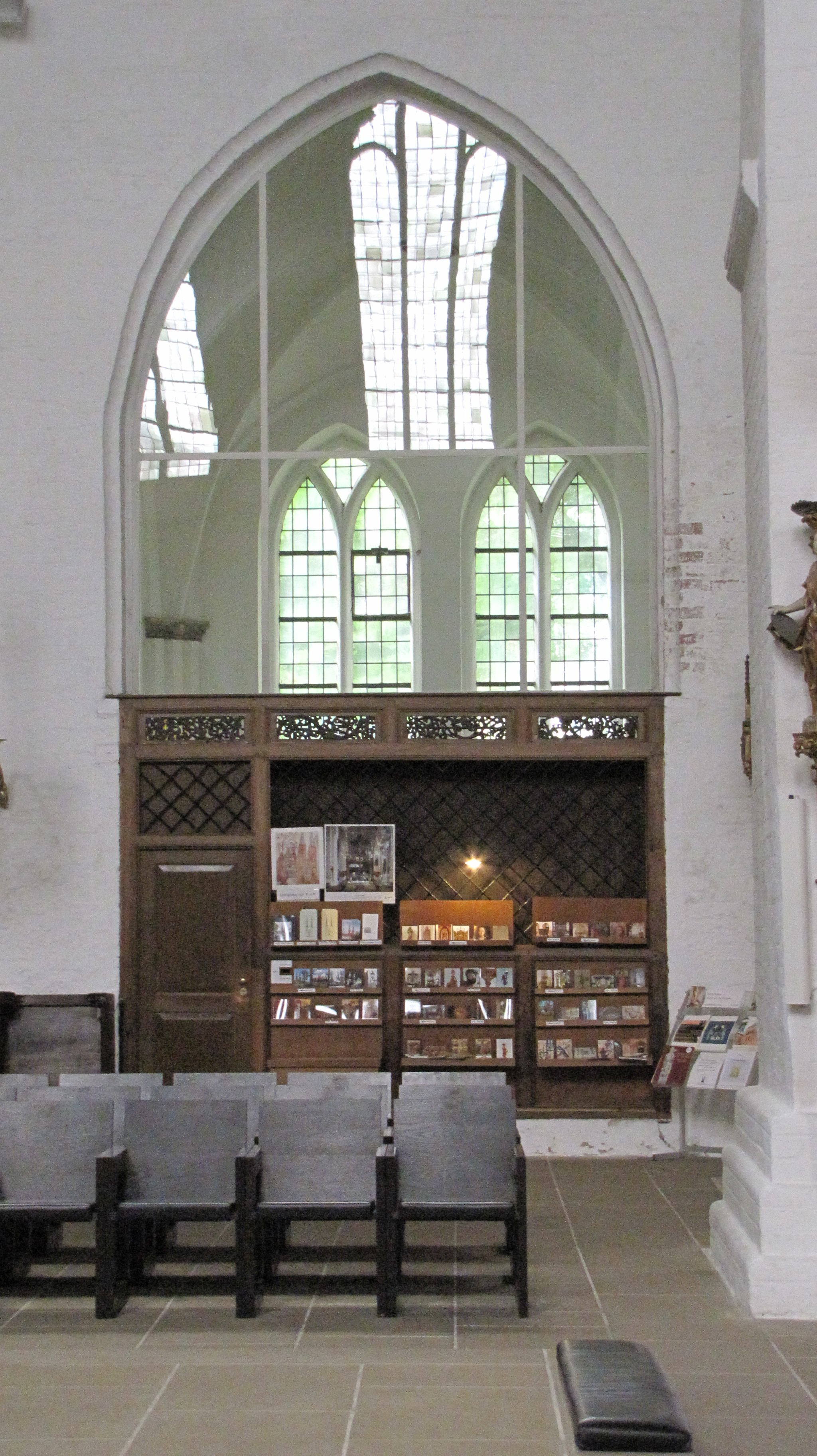
Wickede-Kapelle

## Domdechanten-Kapelle
Diese Kapelle wurde um 1300 von der Lübecker Familie Hildemar erbaut. In ihr wurde der Lübecker Bürgermeister Marquard Hildemar († 1300) als erster seiner Familie bestattet. Seit dem 18. Jahrhundert wird sie als Stuhlkapelle der Domdechanten geführt. Mit dem Abbruch der Königstein-Kapelle im Jahr 1878 wurden hier die barocken Sarkophage des dänischen Geheimrates und Lübecker Dompropstes Johann Ludwig von Pincier und seiner Frau aufgestellt.

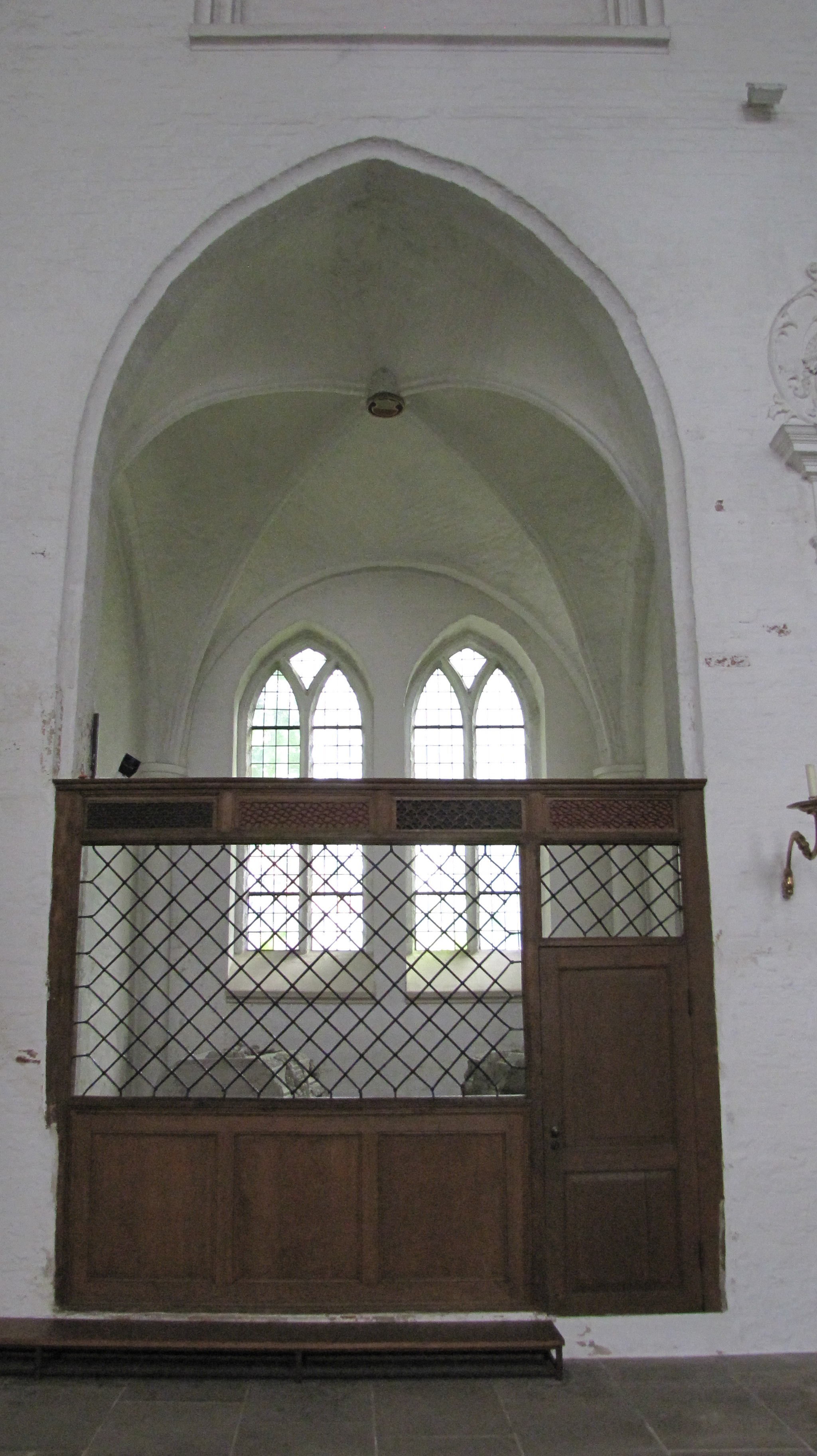
Domdechanten-Kapelle
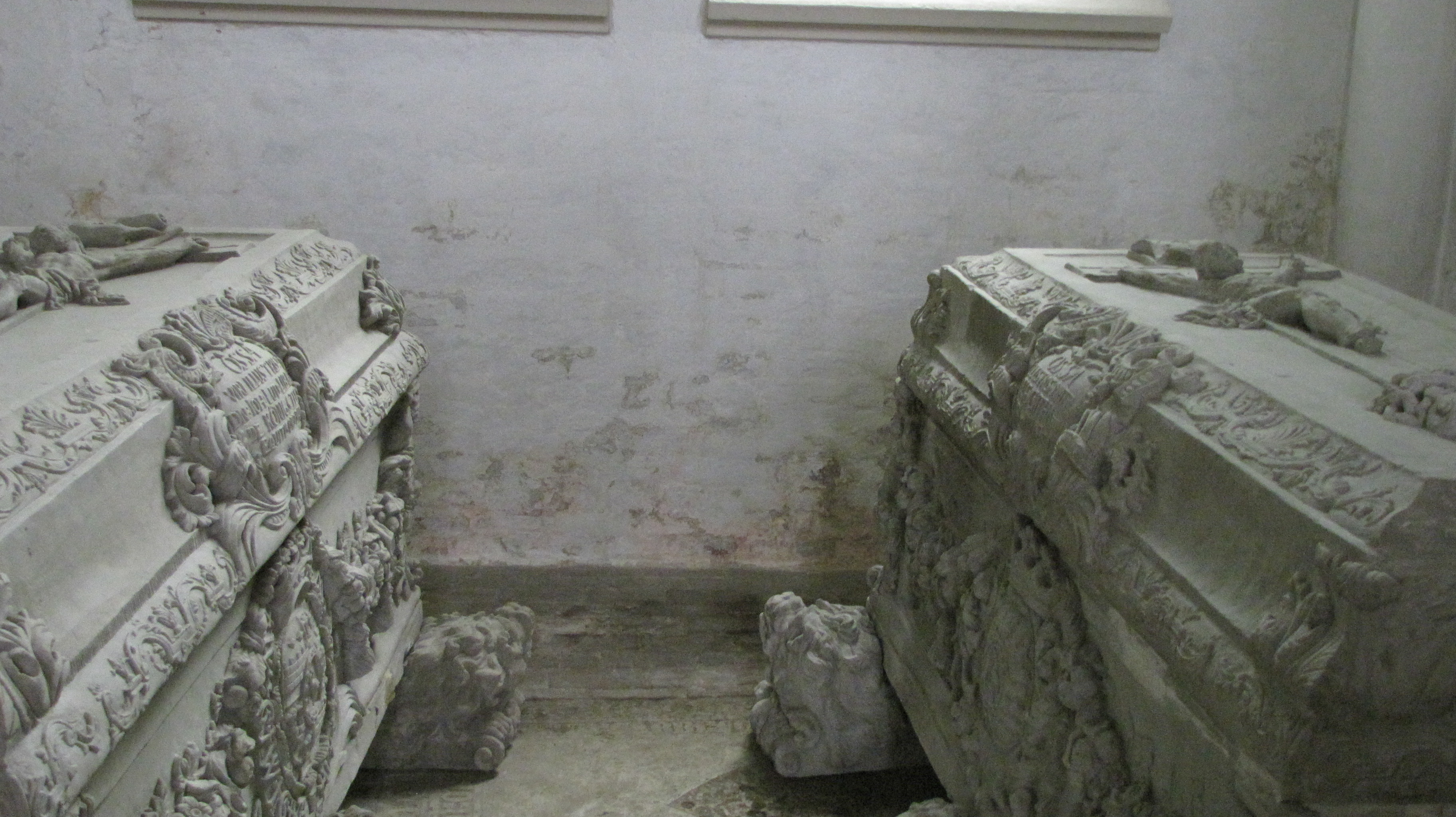
Sarkophage von Johann Ludwig von Pincier und seiner Frau

## von-Focke-Kapelle
Erbaut von dem Domherrn Johann Bule († 1332). Hier befand sich später auch das Beinhaus des Doms, welches erst mit dem Erwerb der Kapelle durch Benedikt von Ahlefeldt 1710 beseitigt wurde, der das Grabgewölbe einbauen ließ. 1723 ging die Kapelle an den Domherrn Heinrich von Focke (1673–1730) über und erhielt in Zusammenhang mit seinem Tod um 1730 ihre heutige Gestaltung mit dem barocken Portal mit einer lateinischen Inschrift des Lübecker Bildhauers Hieronymus Hassenberg.

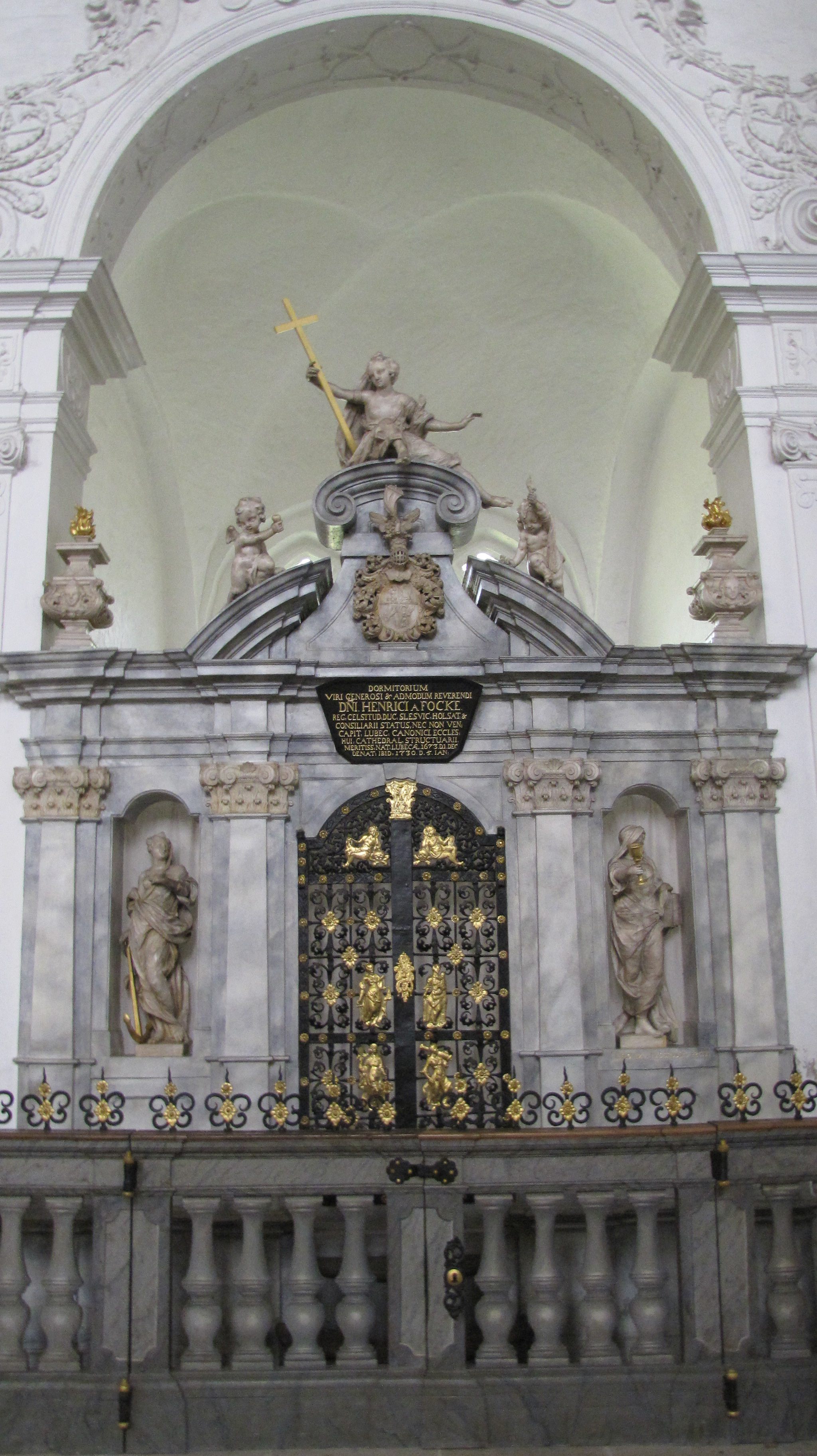
Focke-Kapelle

## von-Königstein-Kapelle (†)
Ehemalige Kapelle im westlichen Joch der Nordervorhalle, möglicherweise gemeinsam mit einem Anbau in der Nordwestecke des Paradieses errichtet, 1712 für den Dompropst Johann Ludwig von Pincier. Baugeschichtlich ist nicht deutlich, welcher der beiden Räume die Königstein-Kapelle war. Sowohl die Abmauerung in der Nordervorhalle wie auch der Anbau wurden vor 1878 abgebrochen. Die barocken Sandsteinsarkophage der Familie von Pincier wurden in die Dechantenkapelle gebracht.

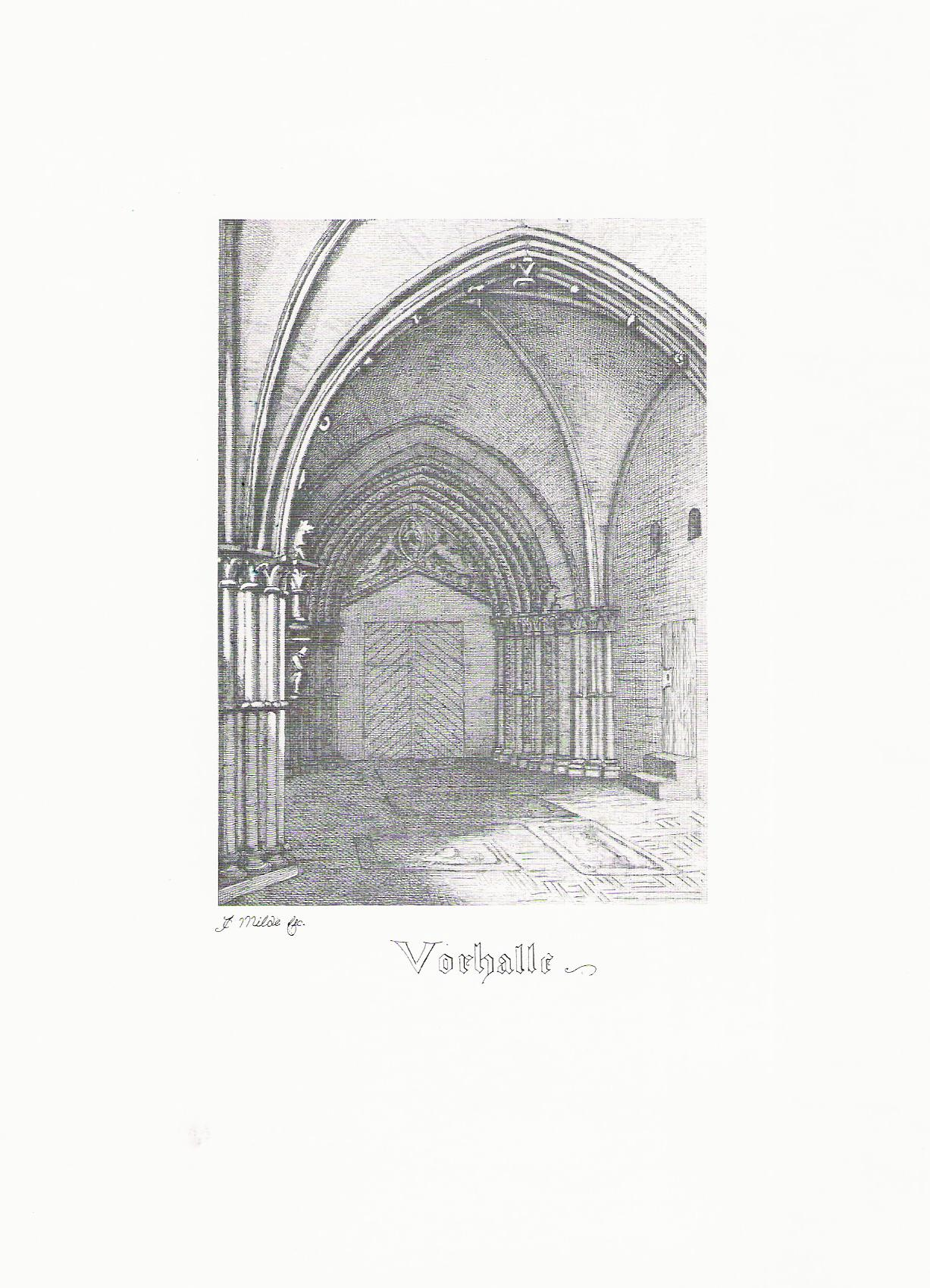
Diese Zeichnung von Carl Julius Milde (1857) zeigt einen Blick von Norden in die Nordervorhalle, rechts die Abmauerung der Königstein-Kapelle mit Zugang
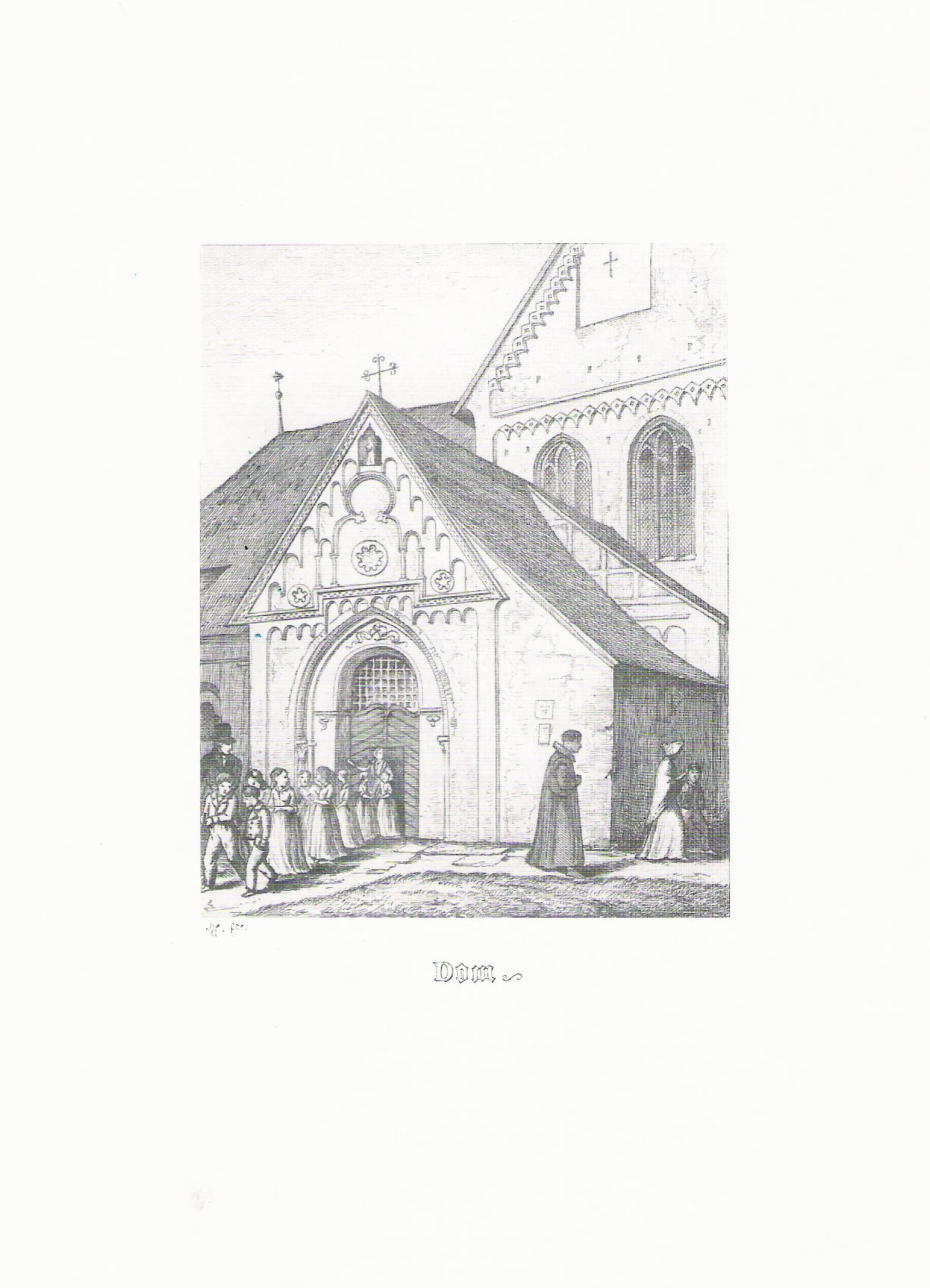
Diese Zeichnung Mildes zeigt die entsprechende Außenansicht, rechts asymmetrisch der vor 1878 abgebrochene Anbau
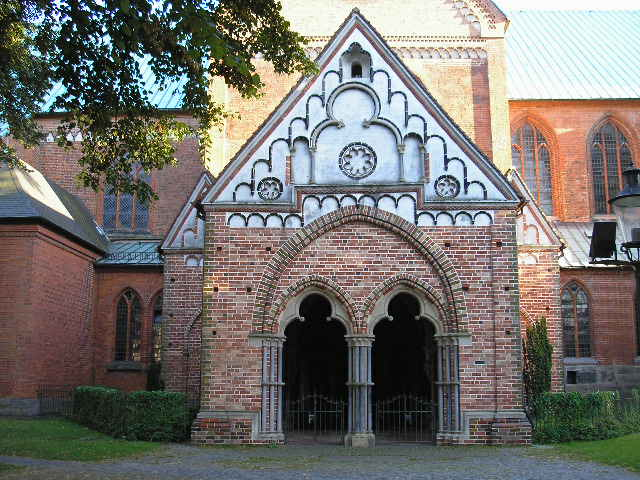
Zum Vergleich: das freigelegte Paradies mit symmetrischem Nordgiebel in heutigem Zustand,
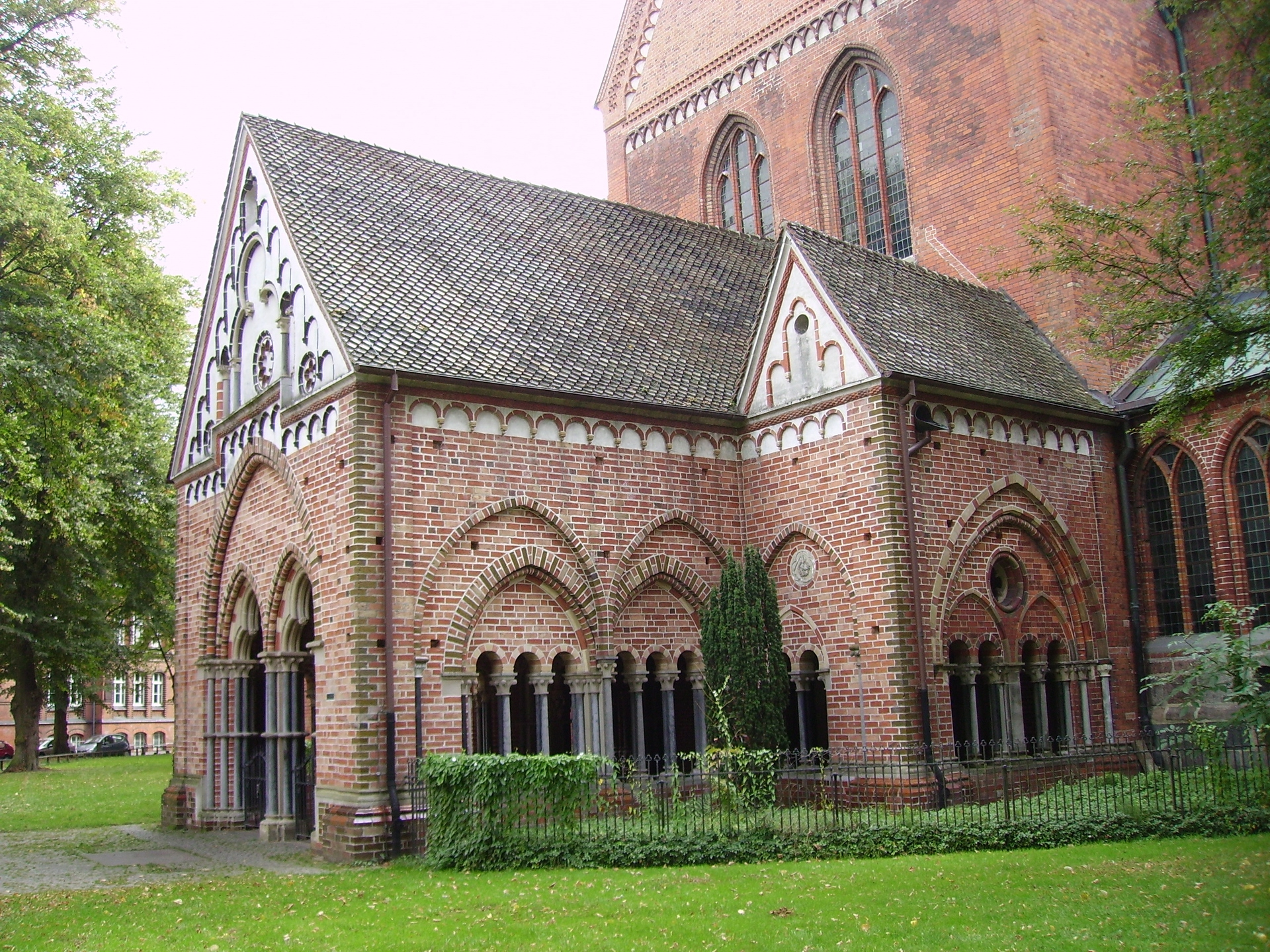
Das Paradies heute aus der Seitenperspektive, rechts das westliche Joch

## (Ehemalige) Sakristei
Östlich des nördlichen Querschiffes, wurde zugunsten des Fürstbischöflichen Mausoleums um die Hälfte verkleinert.
Als Ausgleich erhielt die Sakristei einen Vorbau nach Norden in gleicher Ausdehnung mit dem neuen Mausoleum. Dieser Anbau wurde im Zuge der Freilegung der Nordervorhalle vor 1878 zusammen mit dem Anbau nordwestlich der Nordervorhalle wieder entfernt.

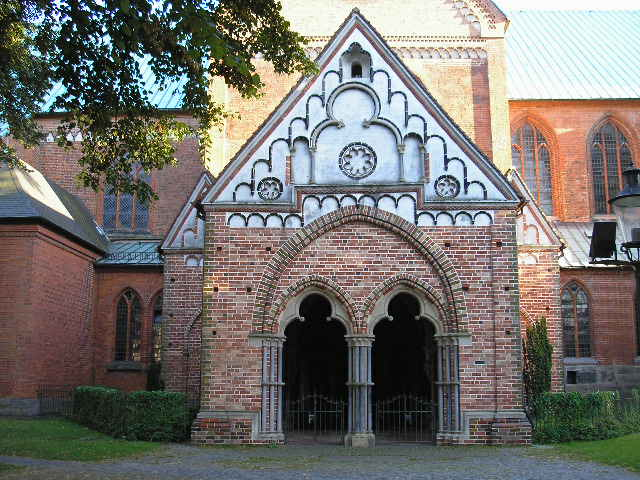
Blick auf den Zwischenraum zwischen Fürstbischöflichem Mausoleum und der Nordervorhalle
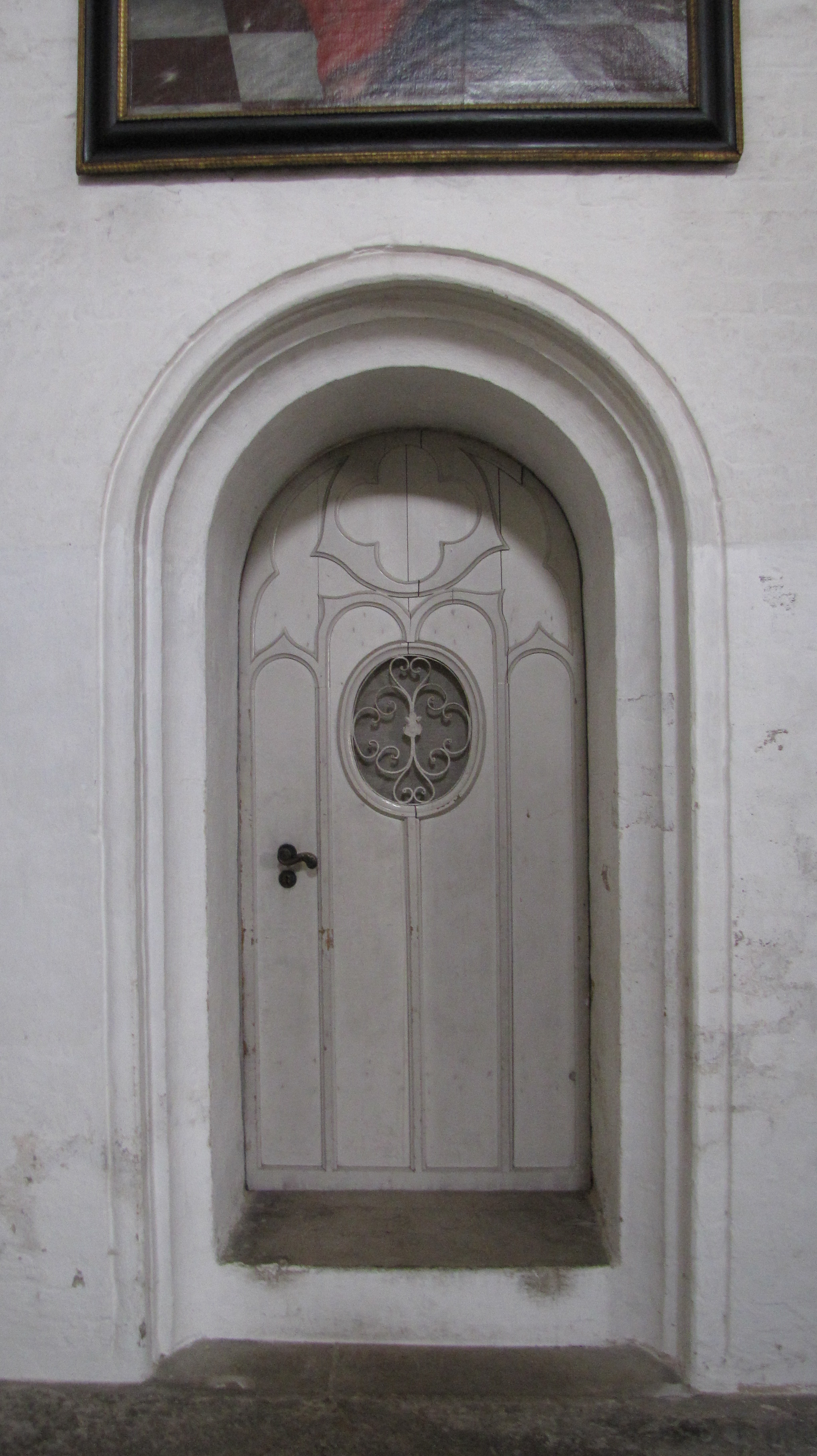
Portal der ehemaligen Sakristei im nördlichen Seitenschiff

## Fürstbischöfliches Mausoleum
Für die Nachfolger des in der Marientiden-Kapelle bestatteten Fürstbischofs August Friedrich wurde bis 1747 unter der Bauleitung des eutinischen Hofbaumeister Johann Christian Löwen, gen. Lewon, die Neue Fürstbischöfliche Grabkapelle errichtet. Durch Teilung der mittelalterlichen Sakristei in der östlichen Hälfte und Ausbau nach Norden entstand ein zweijochiger Raum. Zum nördlichen Seitenschiff des Doms hin ist er mit einem von Hieronymus Hassenberg geschaffenen Sandsteinportal offen. Das Portal zeigt eine lateinische Portalinschrift von 1741. Der dahinterliegende Raum ist überspannt mit einem Tonnengewölbe, dessen Rokoko-Stuckdekor vermutlich vom Eutiner Hofbildhauer Johann Georg Moser stammt. In jedem der beiden Gewölbe befindet sich ein Kreisfeld mit einem Tondo auf Leinwand; das nördliche (rekonstruierte) Bild zeigt einen thronenden Gottvater; das südliche den auferstehenden Christus in einer 1869 stark übermalend aufgebrachten Fassung. Die Kapelle wurde 1985/86 grundlegend restauriert. Die älteren Särge schuf der Hofbildhauer Theodor Schlichting (um 1680–1746).
In der Kapelle sind beigesetzt:
- Fürstbischof Christian August († 1726) und seine Frau Albertine Friederike († 1755), die Tochter Markgrafs Friedrich zu Baden-Durlach
- Fürstbischof Karl († 1727)
- Fürstbischof Friedrich August, erster regierender Herzog von Oldenburg, († 1785) und seine Frau, Ulrike Friederike Wilhelmine von Hessen-Kassel († 1787)
- Herzog Peter Friedrich Wilhelm (Oldenburg) († 1823)
- Prinz Wilhelm Christian († 1719)
- Prinzessin Luise Katharine Wilhelmine († 1759).

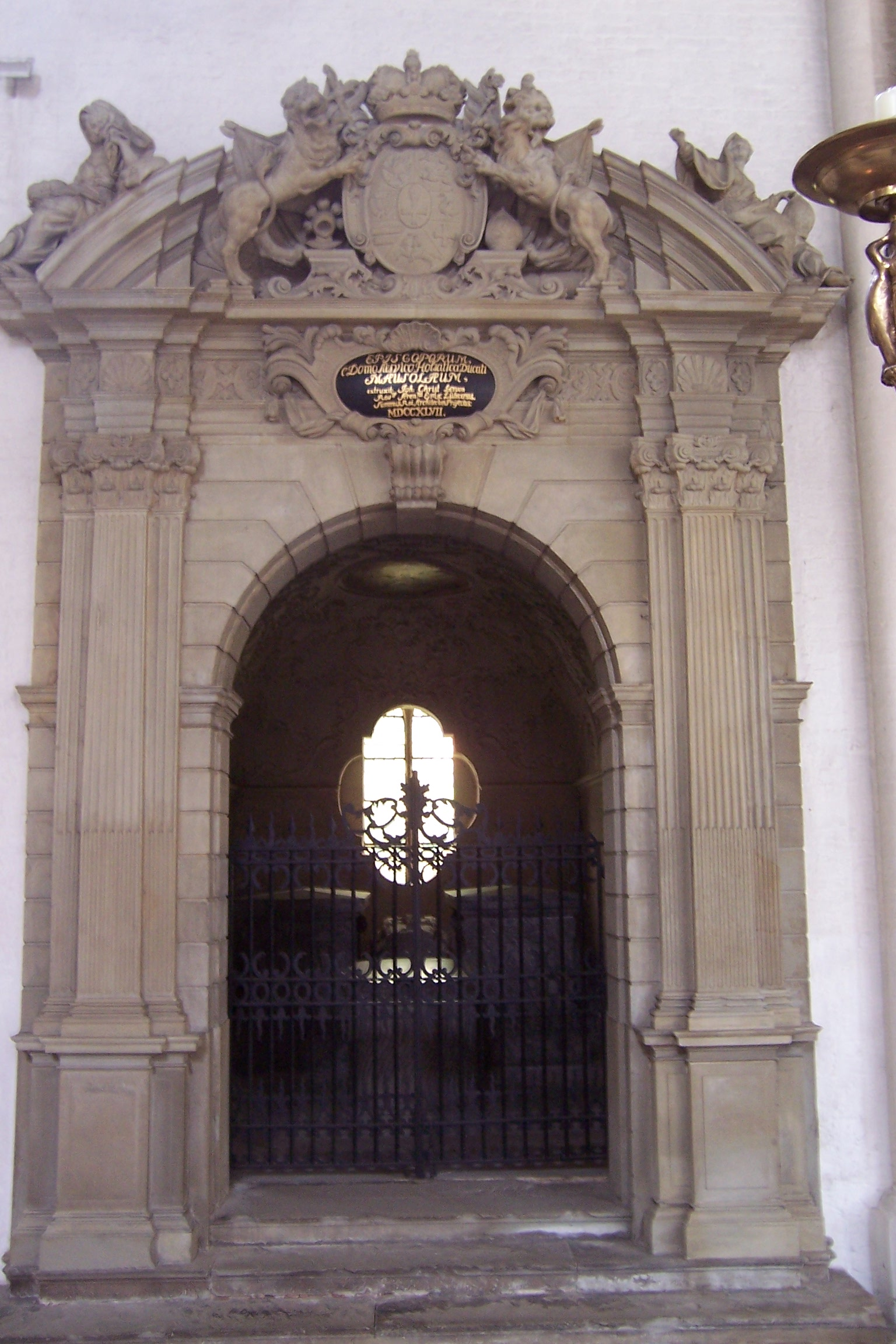
Neue Fürstbischöfliche Grabkapelle, Portal
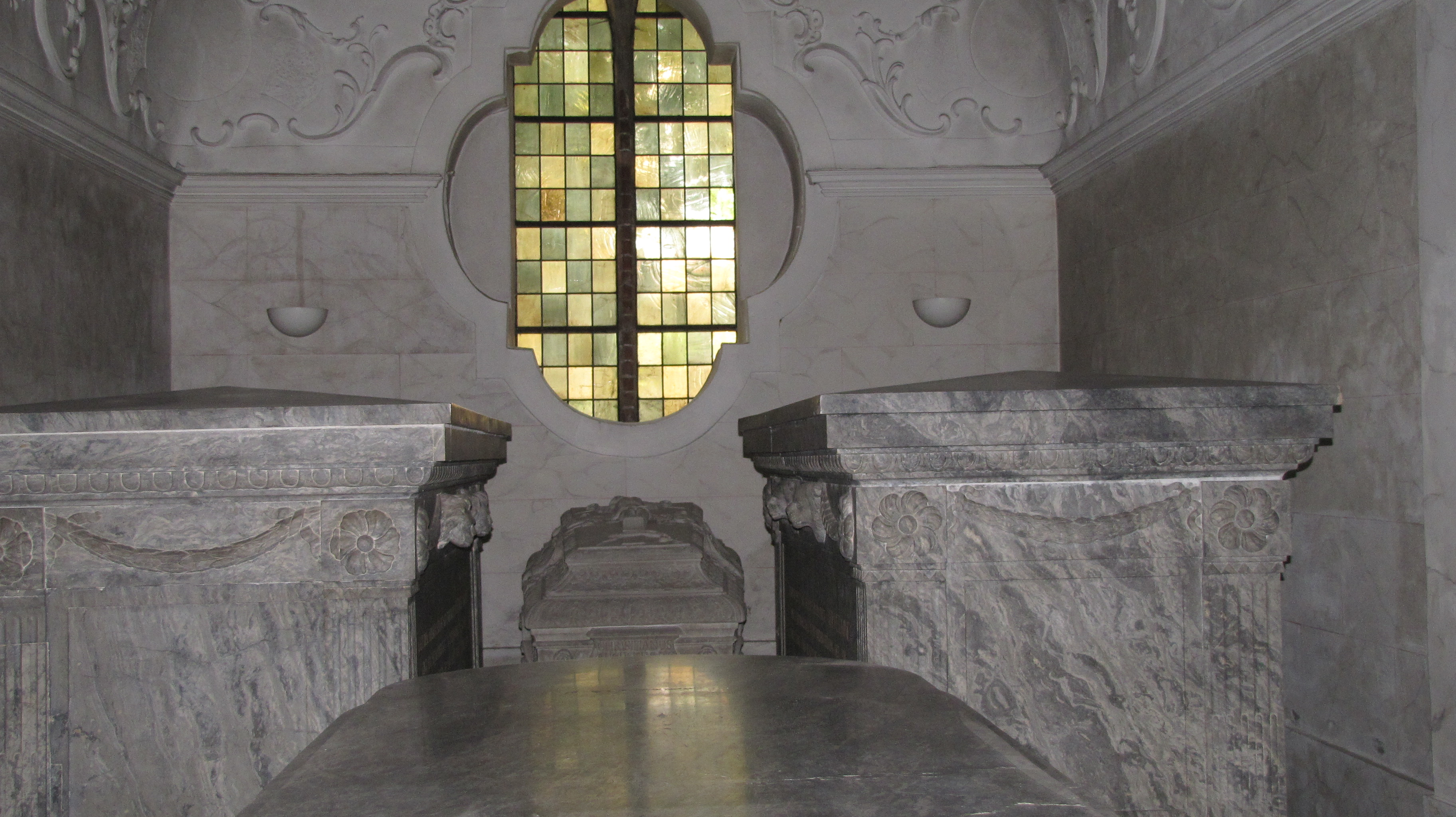
Inneres
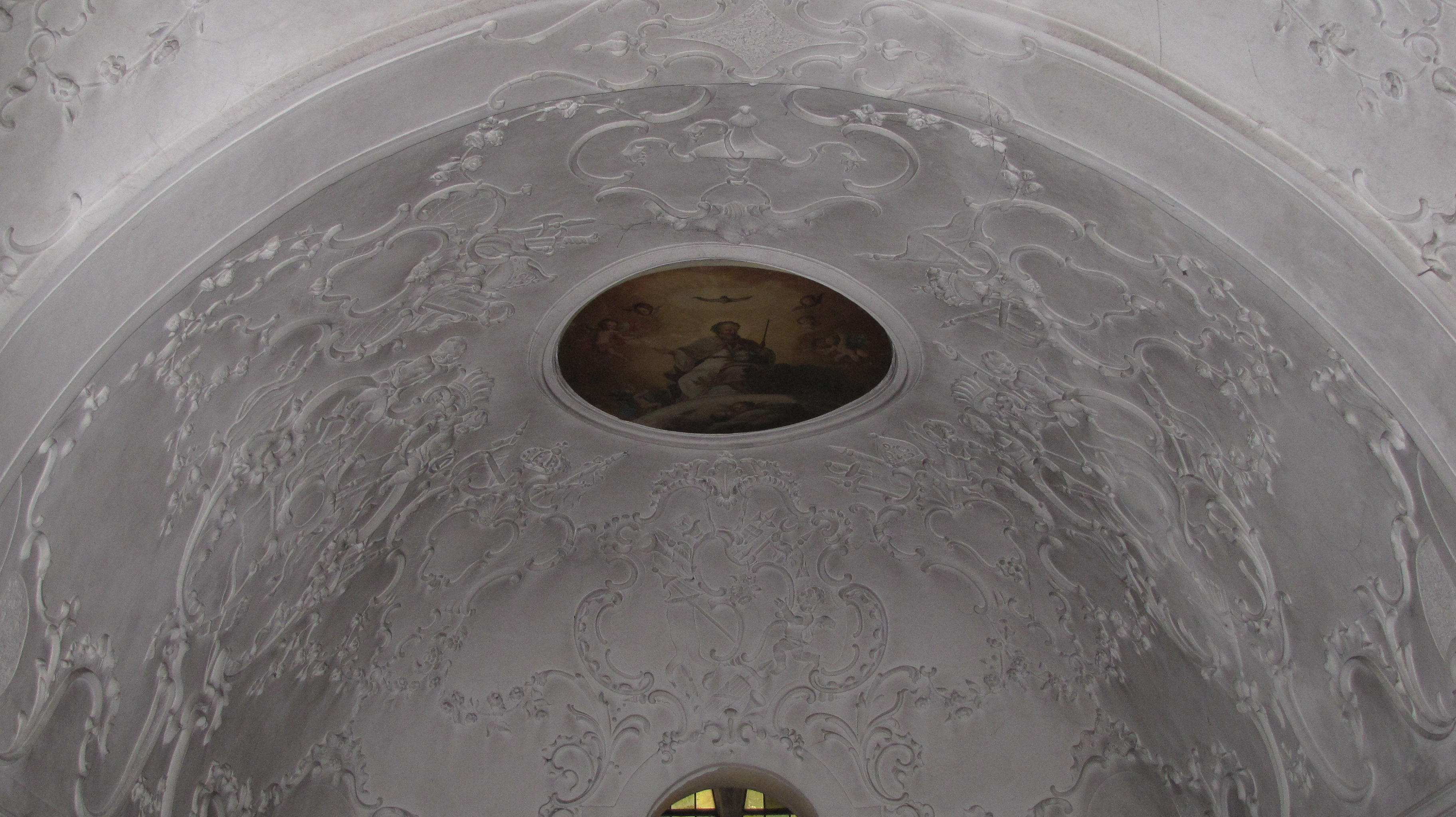
Nördliches Deckenfresko

## Mul-Kapelle
Erbaut von Johannes Mul als St. Marien und Katharinen-Kapelle, benannt nach den Gräbern der Bischöfe Burkhard von Serkem und Johannes Mul, die unter einer gemeinsamen Grabplatte mit lateinischen Inschriften bestattet wurden.

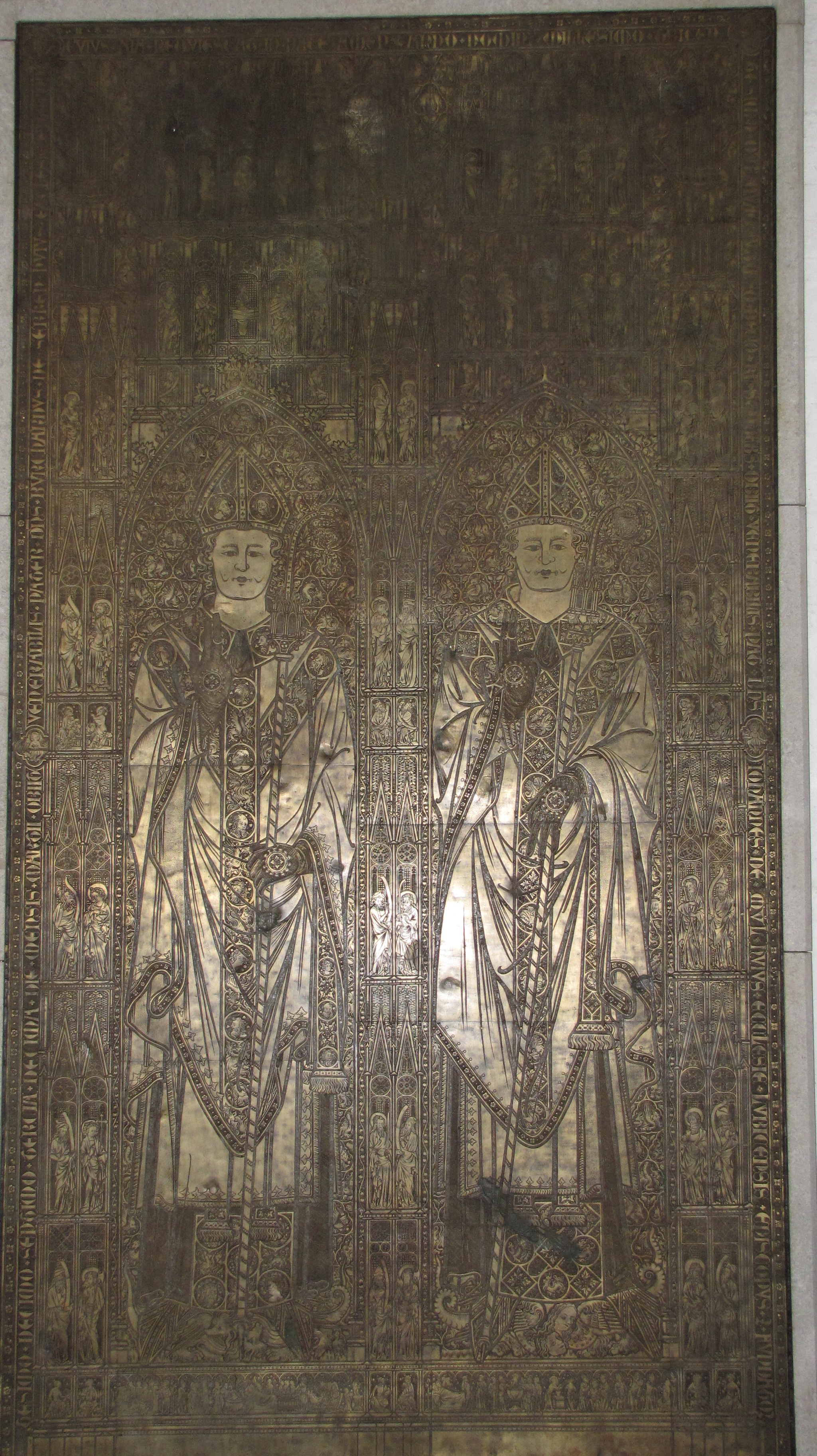
Messinggrabplatte der Bischöfe Serken und Mul
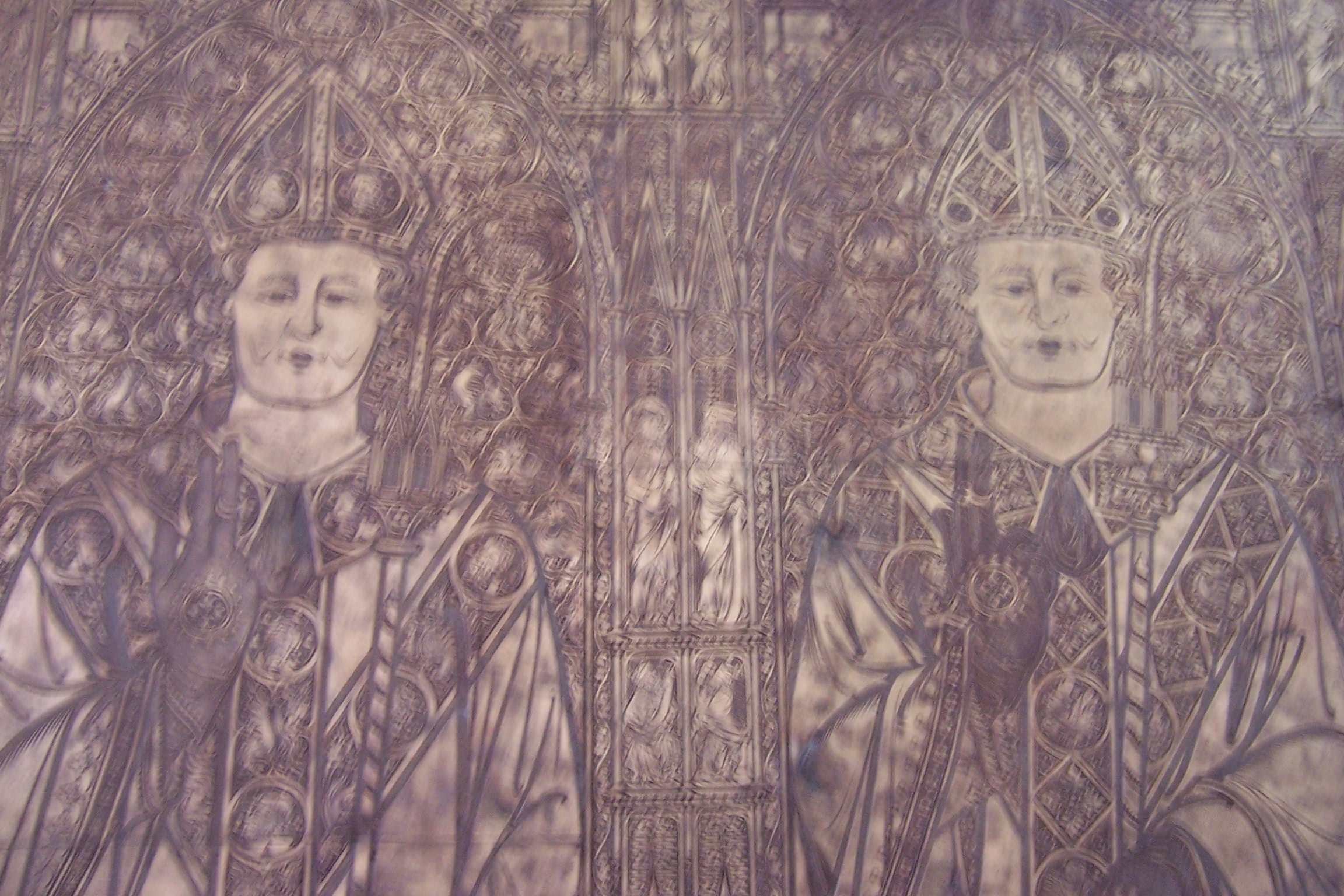
Ausschnitt des Doppelporträts auf der Grabplatte

Ebenfalls in dieser Kapelle befindet sich das Familiengrab des Domherrn Johannes (Hans) von Brömbsen (* 1716 in Gereby). Er wurde am 23. Oktober 1722 Domherr und verstarb am 9. Juli 1764 als Senior des Kapitels.
In der nordwestlichen Ecke abgeteilt die Grablege der Familie Eckermann auf Johannstorf in Mecklenburg. An der Wand sind heute die Messing-Einlagen der Grabplatten von Domdechant Christian August von Eyben und seiner Frau angebracht.

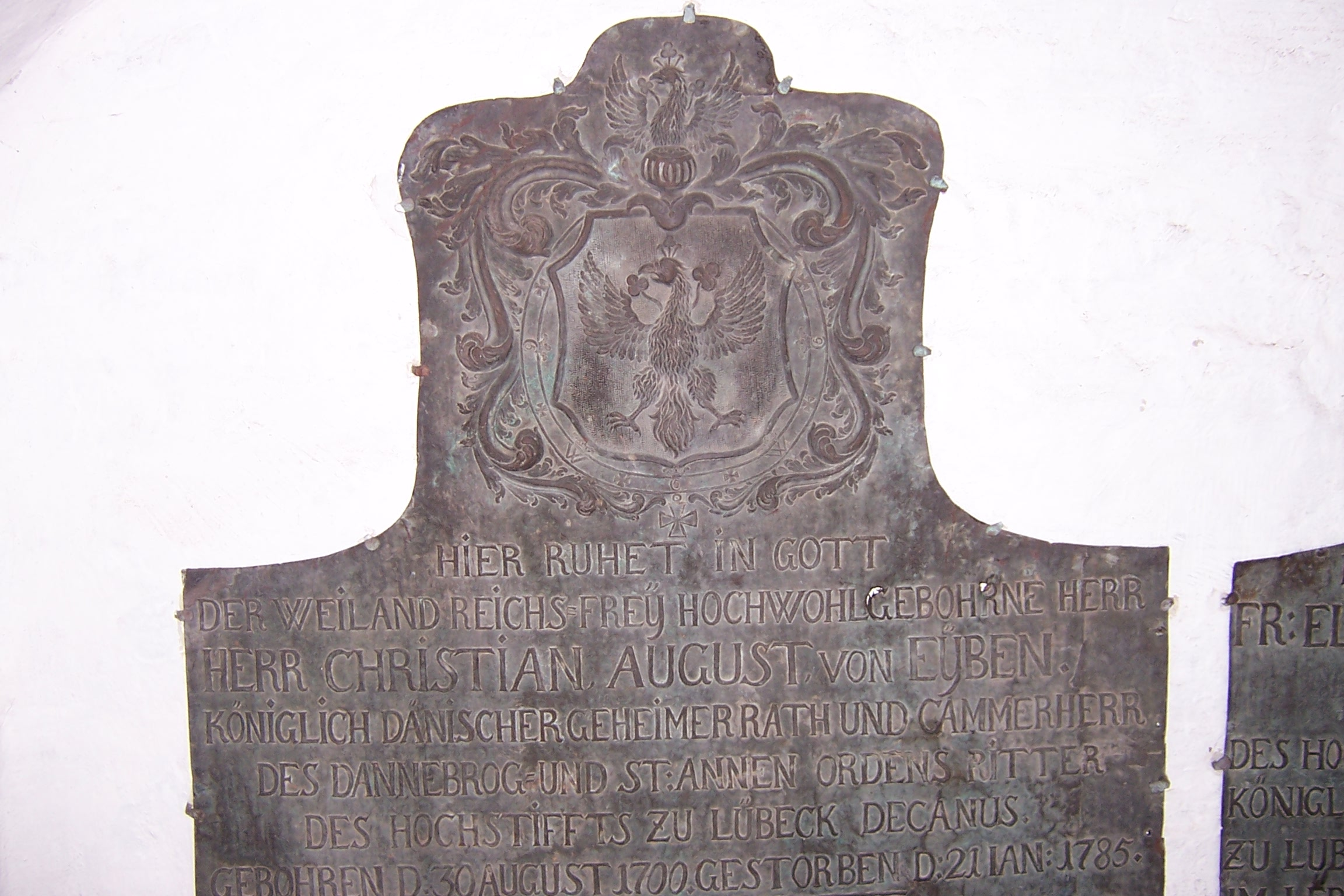
Messing-Einlage des Grabsteins von Christian August von Eyben

## Dechanten-Kapelle
Nachträglich zwischen 1464 und 1471 an den Umgangschor angebaut. Gestiftet vom Domdechanten Nikolaus van der Molen in seinem Testament zum Gebrauch seiner Nachfolger unter dem Patrozinium der Heiligen Maria sowie Philippus und Jakobus, Apostel. Grabstein für den Domherrn August Meier († 1676) mit lateinischer Inschrift. In der Kapelle sind heute verschiedene Sarkophage und Architekturteile aus zerstörten Kapellen abgestellt.

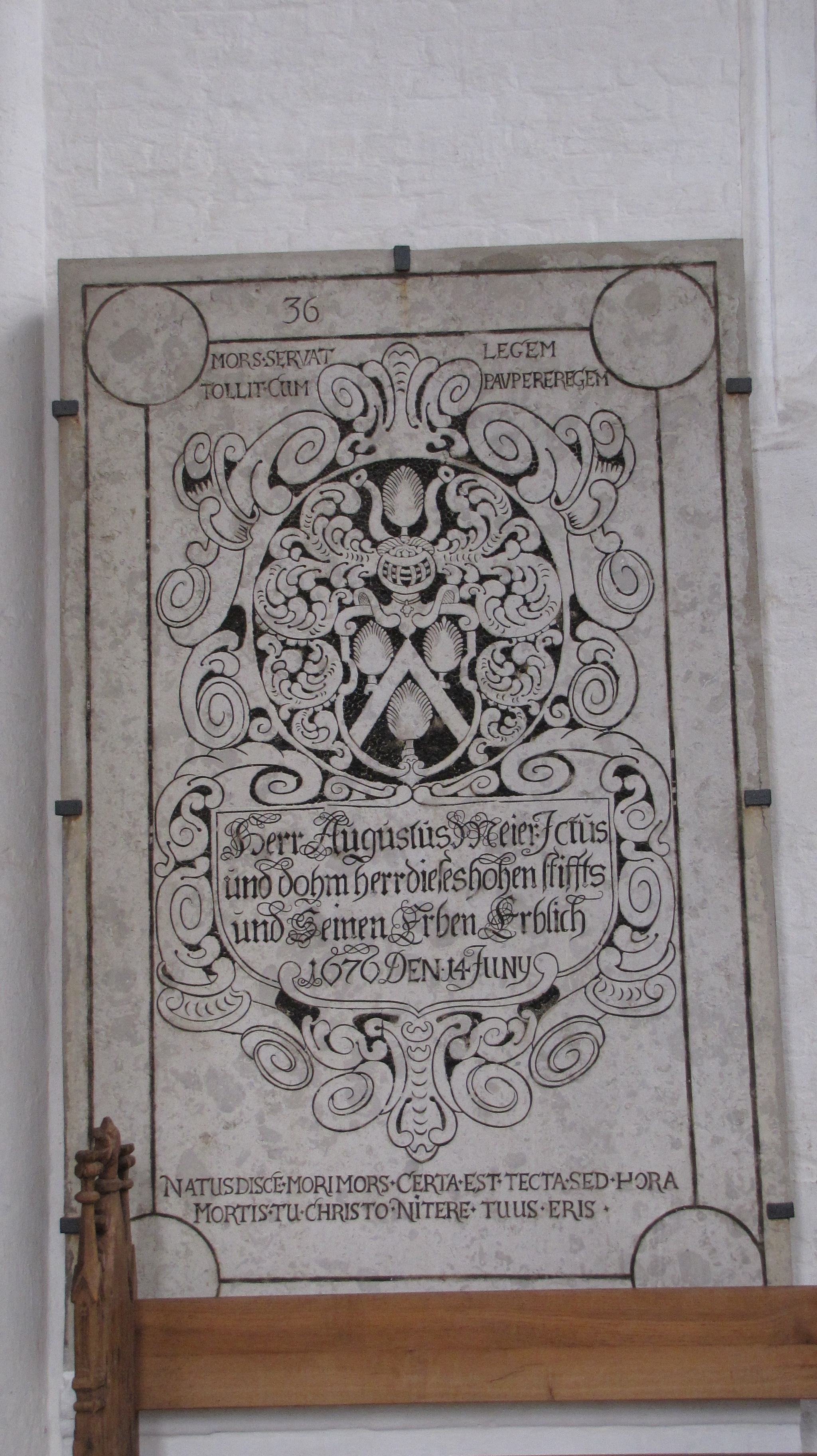
Grabstein August Meier
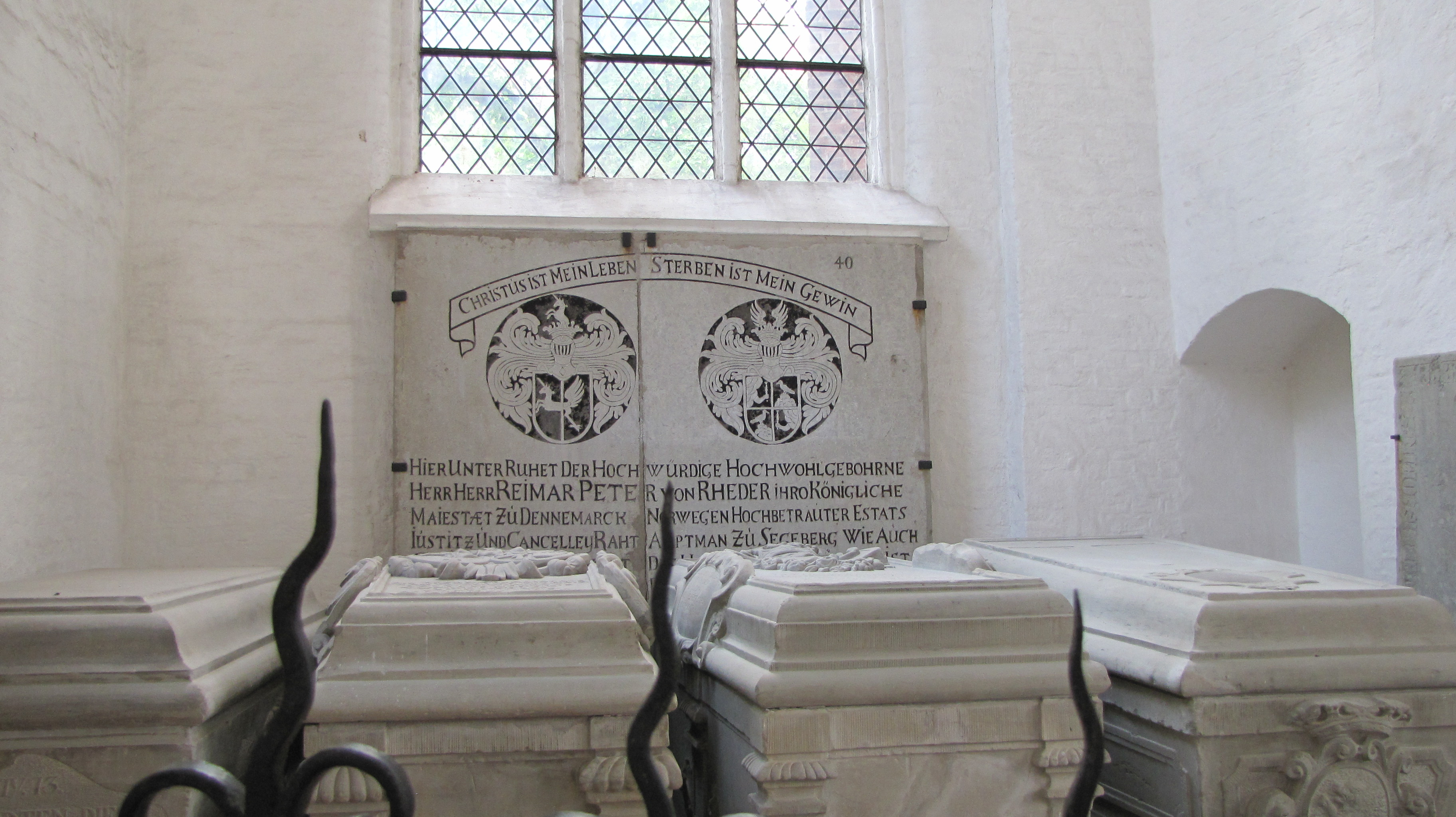
Blick in die Dechantenkapelle mit Grabstein von Reimar Peter von Rheder († 1711) und den Sarkophagen aus der Wedderkop-Kapelle unter dem Südturm

## Marientiden-Kapelle
Die Marientiden-Kapelle befindet sich am Ostende des Chors. Zweijochiger Anbau mit 5/8-Schluss in den 1440er Jahren, also zeitgleich mit der Sängerkapelle der Lübecker Marienkirche. Erbaut aus dem Nachlass von Dompropst Berthold Rike und dessen Grablege, ebenso des Bischofs Nikolaus II. Sachau († 1449).
Ab 1687 zur Grablege von Fürstbischof August Friedrich († 1705) und seiner Gemahlin Christina von Sachsen-Weißenfels († 1698) ausgebaut. Das von Thomas Quellinus geschaffene Grabmal ist im Wesentlichen erhalten, das Schrankenwerk und die Wappen nur noch in Resten und in veränderter Aufstellung.
Für seine Nachfolger wurde bis 1747 unter der Bauleitung des eutinischen Hofbaumeister Johann Christian Löwen, gen. Lewon die Neue Fürstbischöfliche Grabkapelle errichtet.

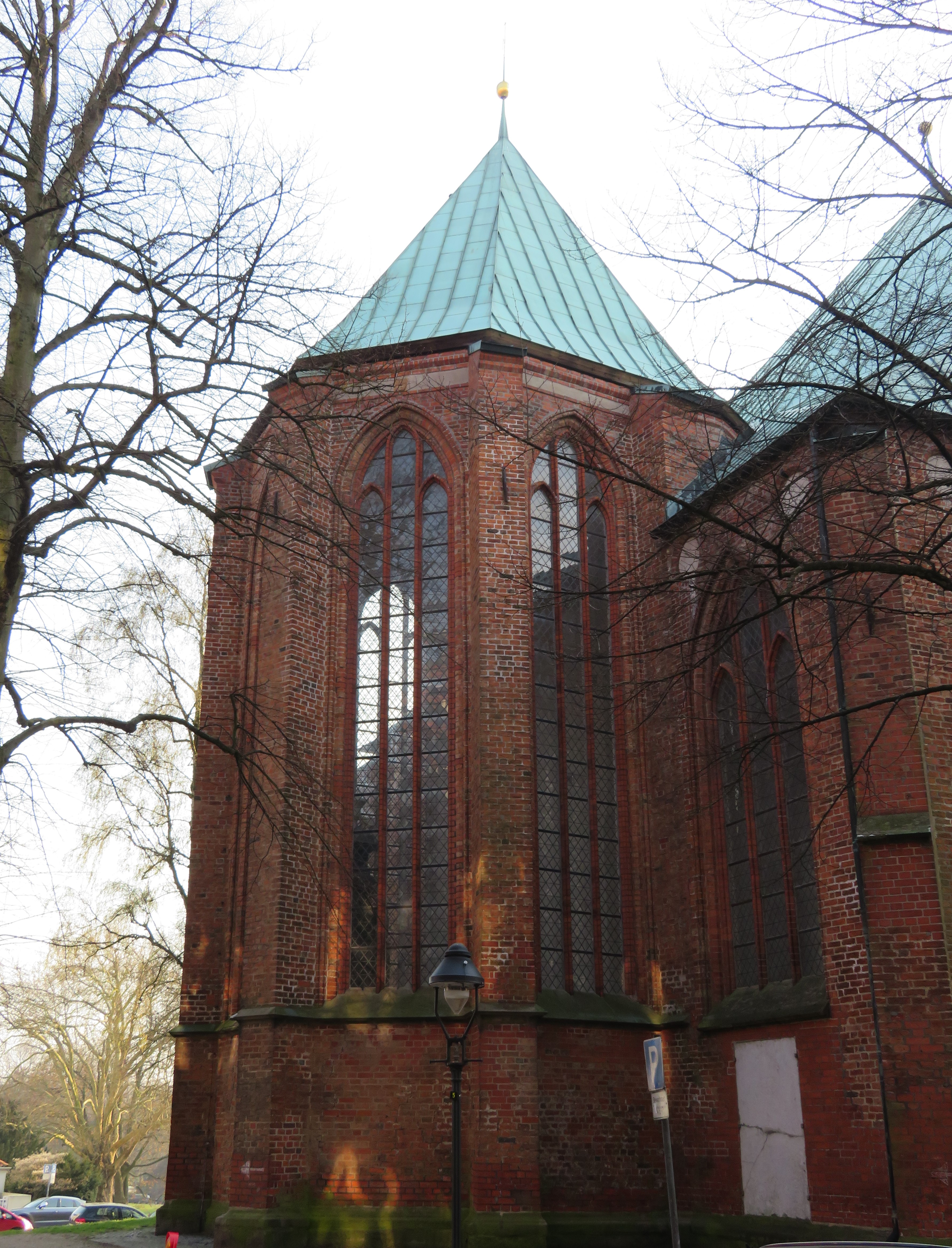
Marientiden-Kapelle außen von Norden
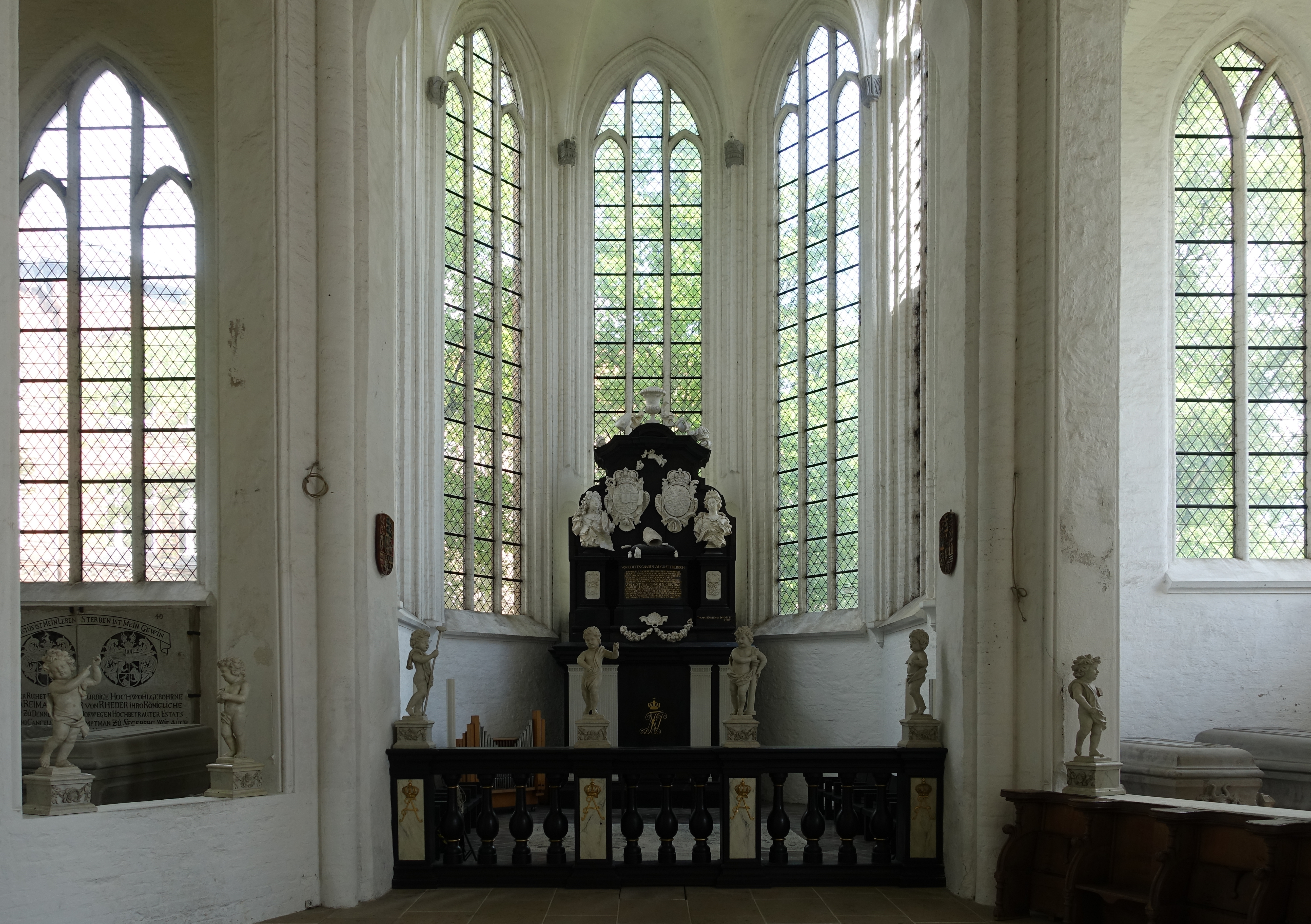
Marientiden-Kapelle innen mit dem Grabmal für Fürstbischof August Friedrich von Thomas Quellinus
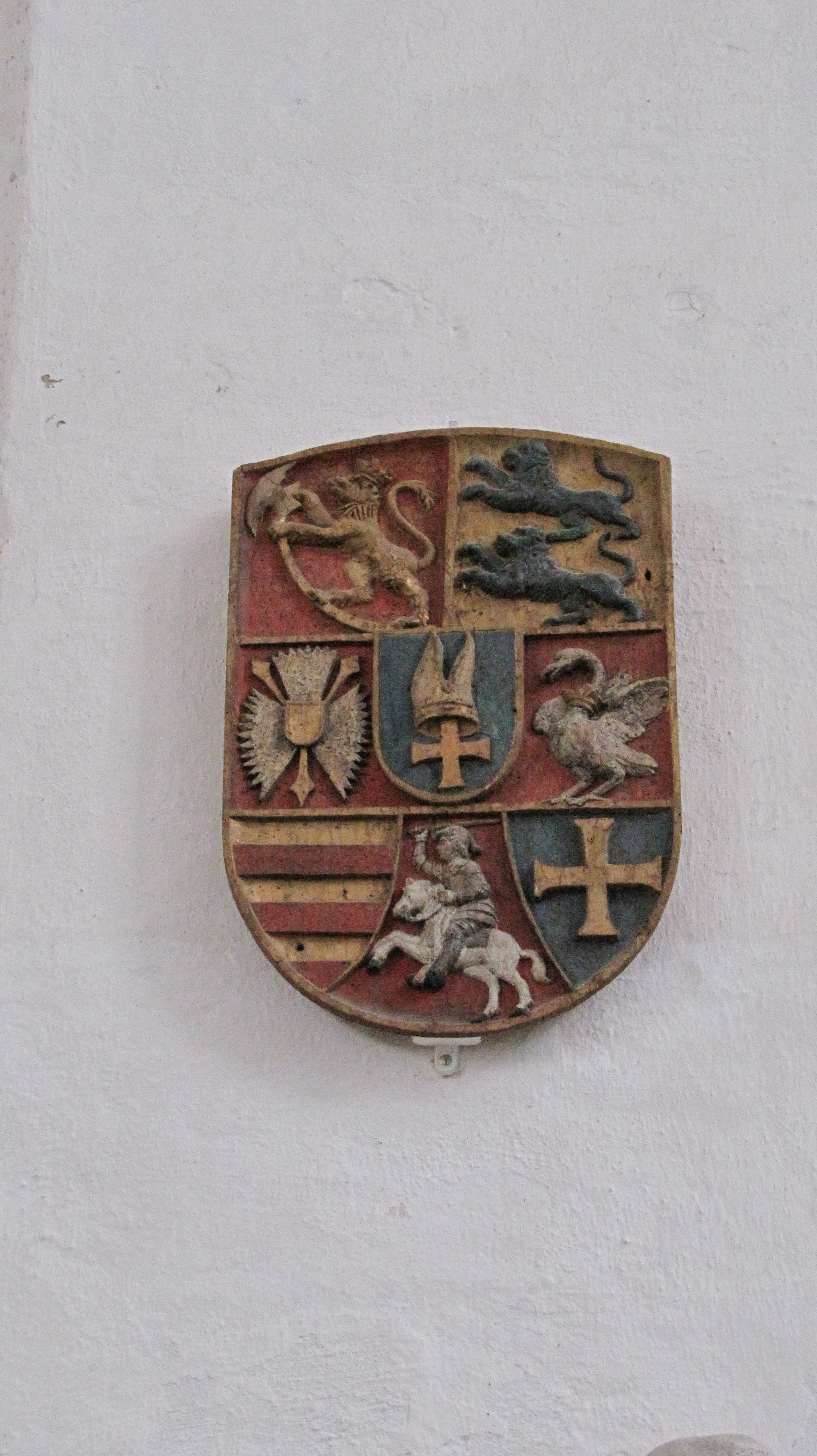
Wappen August Friedrichs vom zerstörten Schrankenwerk der Grabkapelle
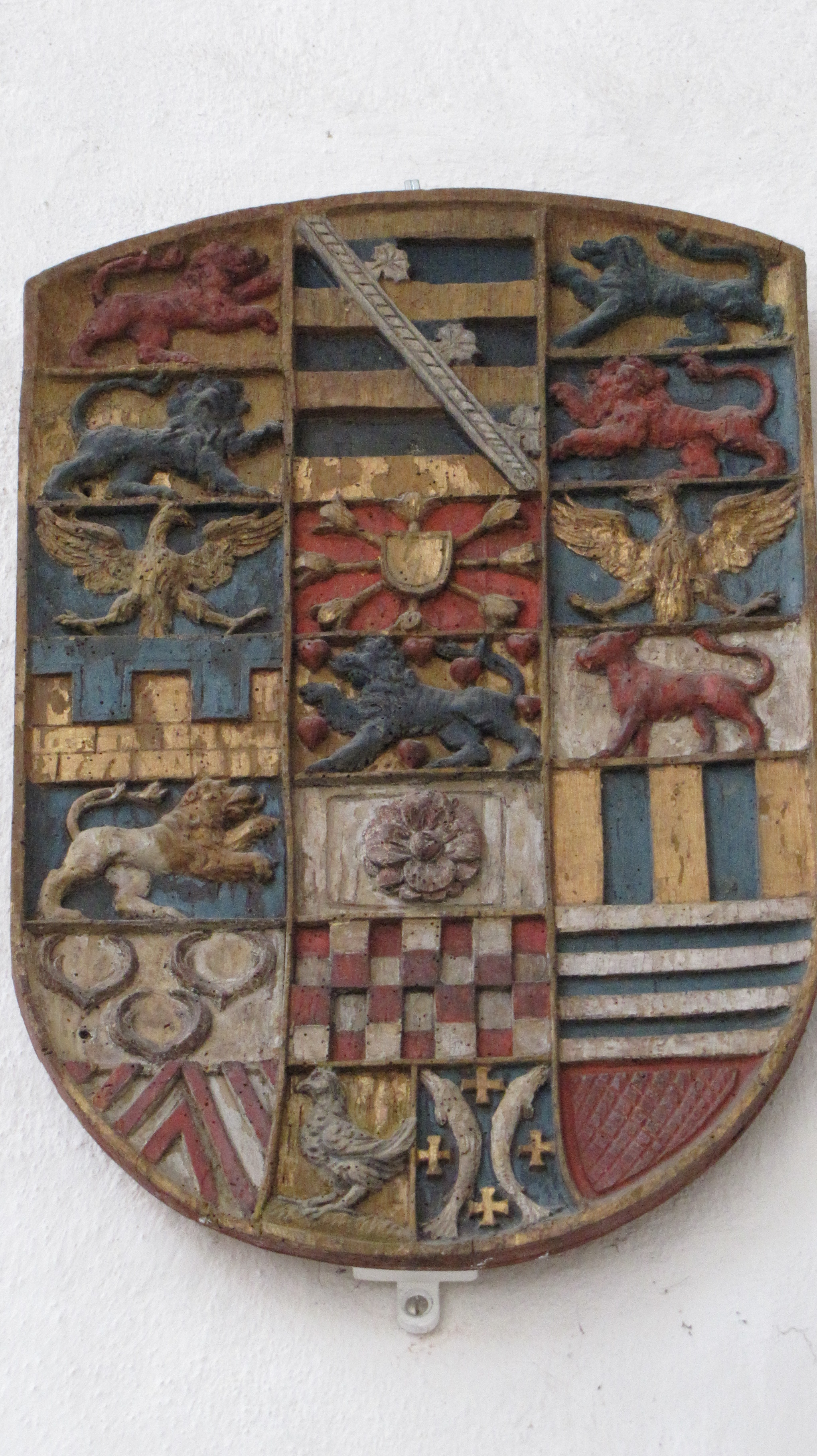
Wappen Christinas vom zerstörten Schrankenwerk

## Divessen-Kapelle
Nach dem Bischof Johannes VIII. Grimholt auch Grymmolt-Kapelle genannt. Wie die Marientiden-Kapelle außen an den Chor gesetzt. Heute Aufstellungsort für die Sarkophage aus der Berkenthin-Kapelle und die Wappenkartusche der Plessen-Kapelle.

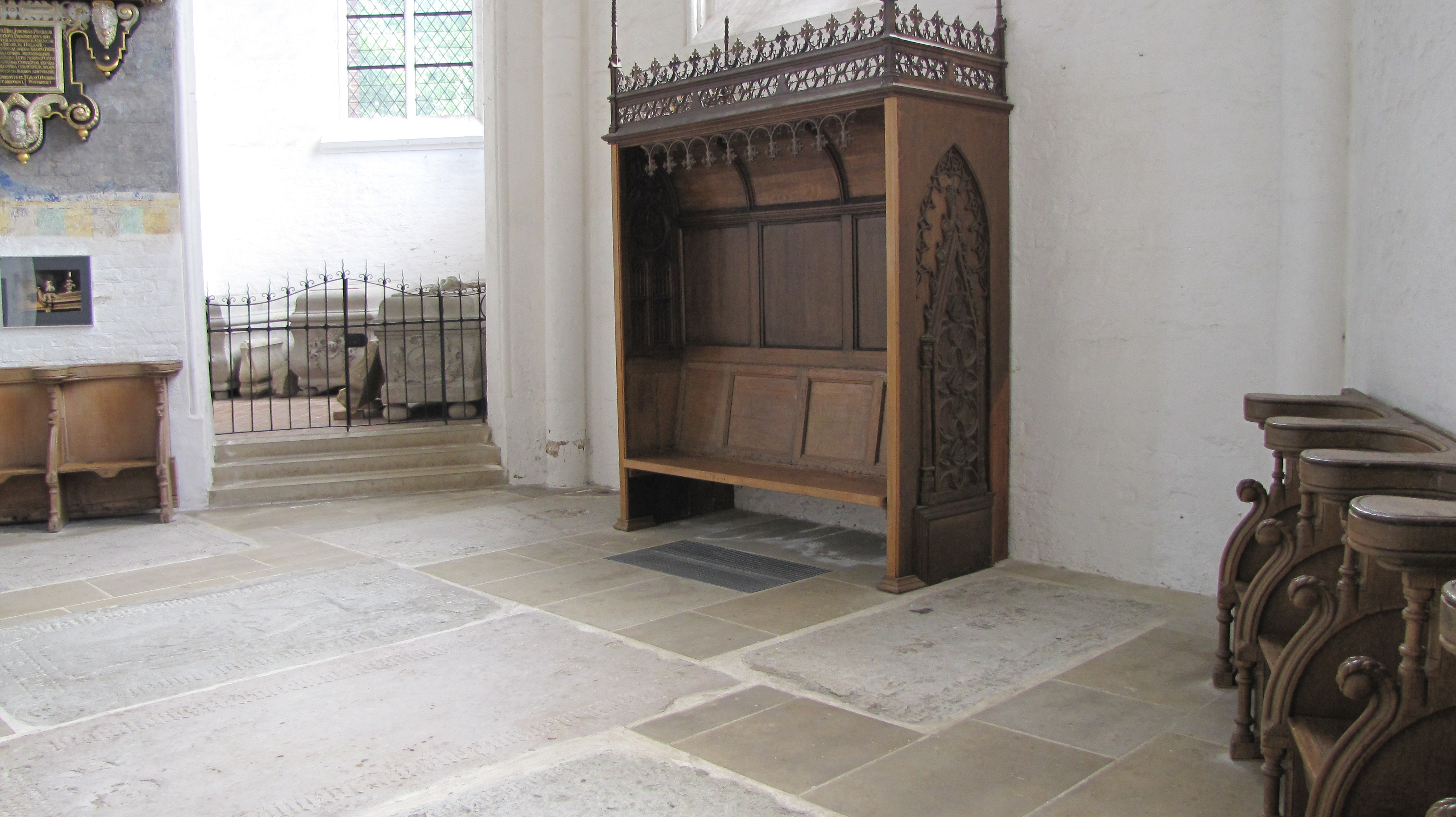
Blick in die Divessen-Kapelle

## von-Thienen-Kapelle
Radiante Chorkapelle an der Südseite, erworben 1720 vom Domherrn und späteren Domdekan Hans von Thienen (1686–1742). Die Mauer, die sie vom Chorumgang abteilte, wurde mitsamt dem Portal und einer schwarzen Marmortafel mit Inschrift beim Luftangriff auf Lübeck 1942 zerstört. Die vier Sandsteinsarkophage von Hans von Thienen, seiner Mutter Apollonia Augusta, geb. von Thienen aus dem Haus Kühren († 1720), seiner Frau Agathe, geb. von Qualen (1695–1768), einer Tochter des Hans von Qualen († 1713) zu Östergaard und der Eibe Margarethe Ratlov und Witwe von Hans Heinrich von Brömbsen (1677–1717), und ihres Sohnes Otto Hinrich von Brömbsen, der 1776 an den Folgen eines Duells mit seinem Neffen Friedrich August von Brömbsen (1741–1797) starb, sind erhalten.

## Sankt-Rochus-Kapelle (†)
Großer Anbau an die Südseite des Chores, auch Wullenpund-Kapelle oder Apostel-Kapelle, 1517 erneuert. Die Kapelle gehörte zu den 1942 besonders stark beschädigten Bereichen und wurde nicht wieder aufgebaut. Teile ihres Gewölbeansatzes sind noch am Außenbau ablesbar. In ihrem Bereich entstand 1976/77 die Südervorhalle mit Funktionsräumen.

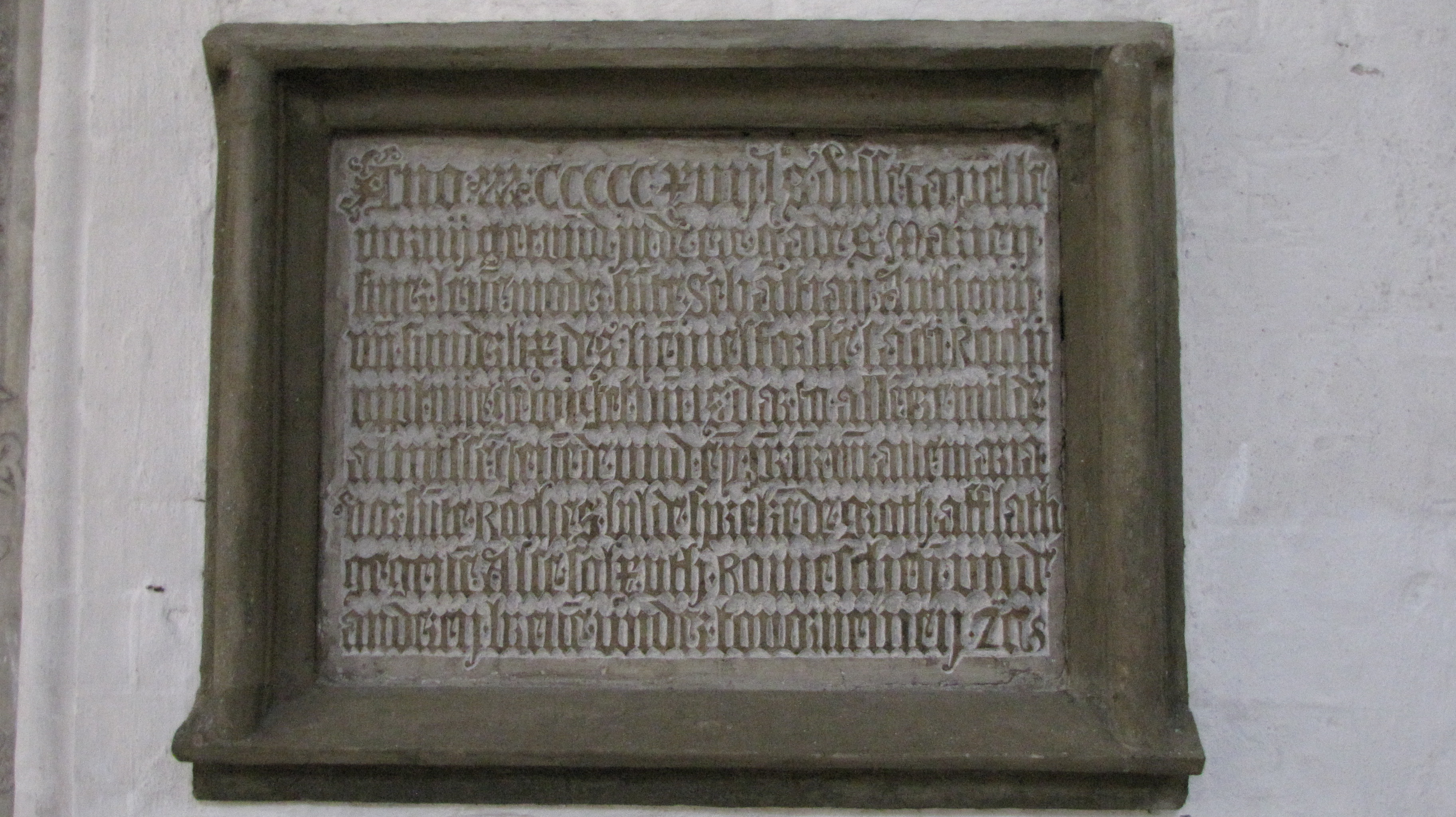
Gedenkinschrift an die Erneuerung der Rochuskapelle 1517
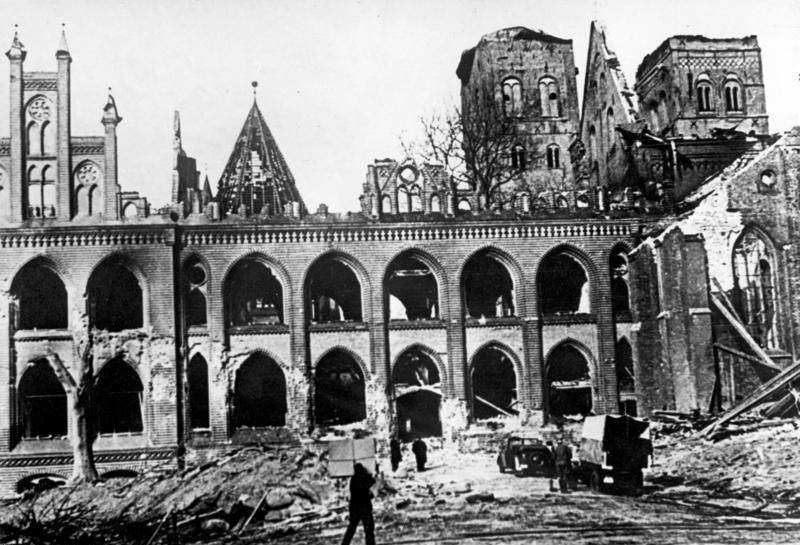
Rochus-Kapelle (rechts) kurz nach 1942
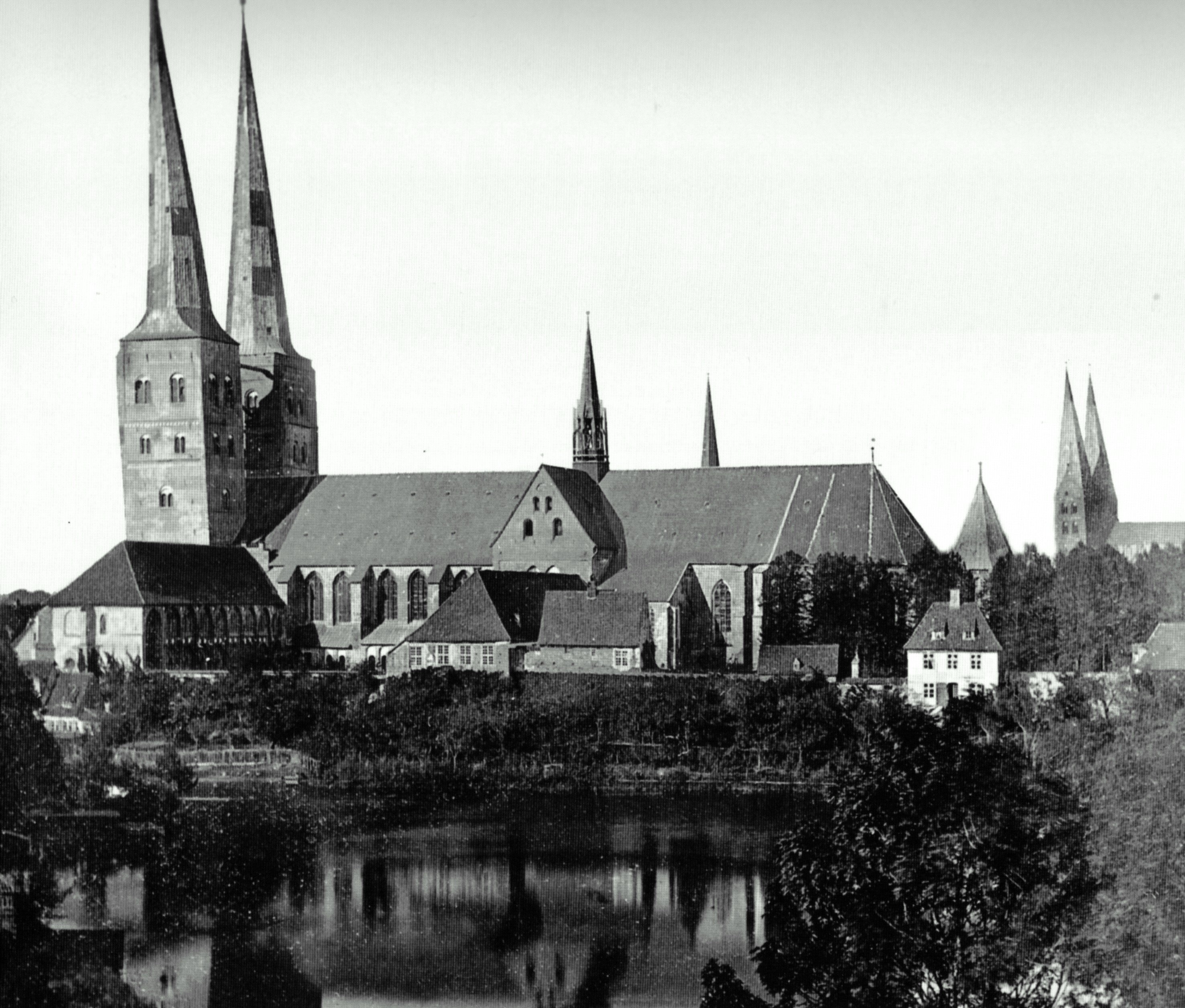
Außensicht auf das ehemalige Kloster und den südlichen Querschiffgiebel mit der Rochuskapelle (östlich) auf eine frühe Fotografie von Joseph Wilhelm Pero (vor 1847)
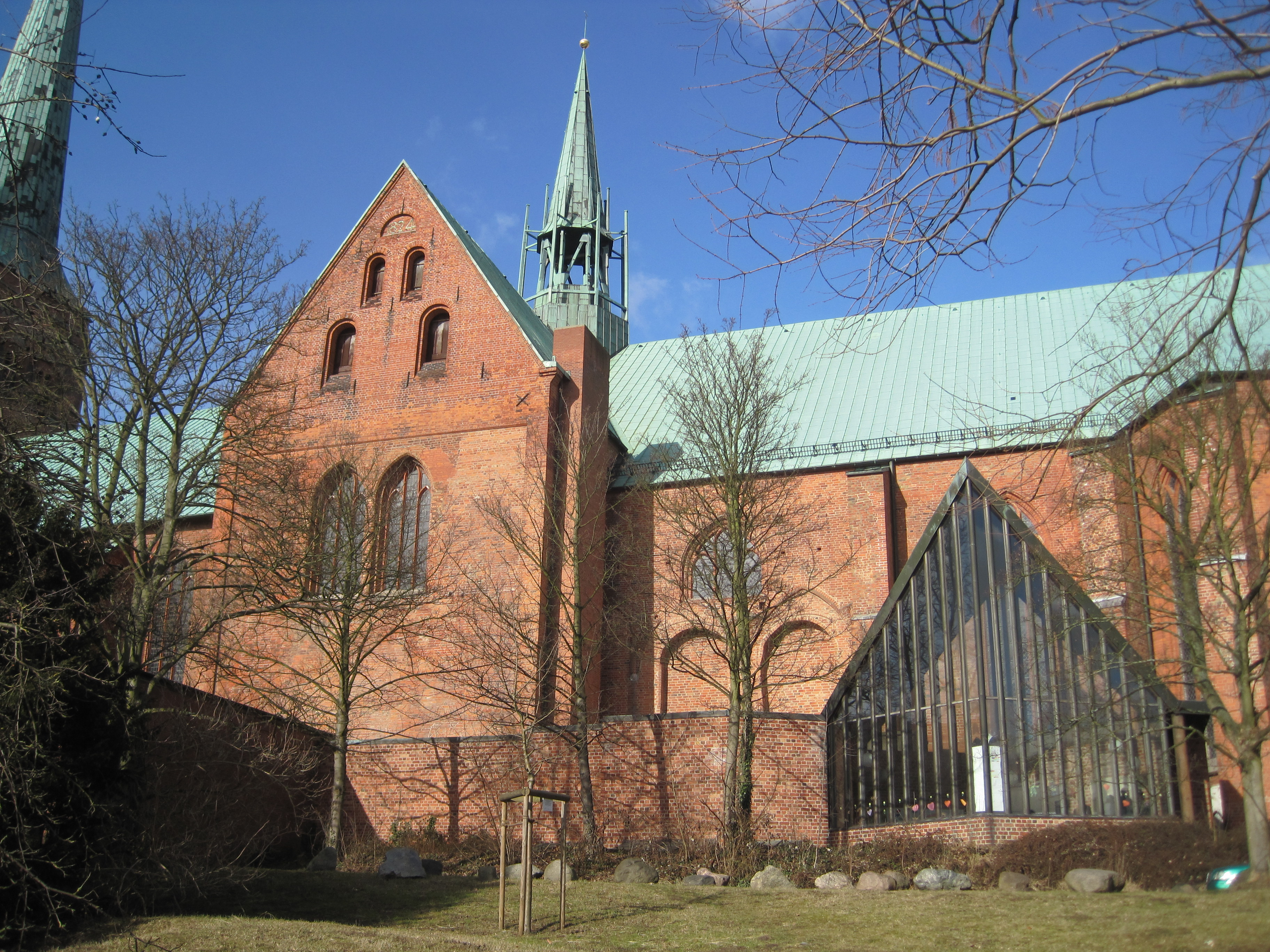
Außensicht auf Giebel des Süderquerschiffs und die Südervorhalle, dazwischen die beiden Gewölbeansätze der ehem. St. Rochus-Kapelle (2012)

## von Plessen-Kapelle (†)
1737 erwarb der spätere Dompropst Jacob Levin von Plessen einen Raum (eigentlich einen schmalen Gang mit Tonnengewölbe) im Süden des Chorraums bei der Rochuskapelle und ließ ihn zu einer Grabkapelle für sich und seine Familie ausbauen. Den von einer eisernen Gittertür verschlossenen Raum ließ er mit einer Rokoko-Kartusche mit seinem Wappen dekorieren. Das Wappen ist dem Stern des St.-Annen-Ordens aufgelegt und von dessen Devise Amantibus iustitiam pietatem fidem umgeben. In den Wiederaufbau nach dem Zweiten Weltkrieg wurde dieser Raum wie die Rochuskapelle nicht mit einbezogen. Die Kartusche und Plessens Sandsteinsarkophag wurden jedoch geborgen und gemeinsam mit den Berkentinschen Särgen in der Divessen-Kapelle aufgestellt.

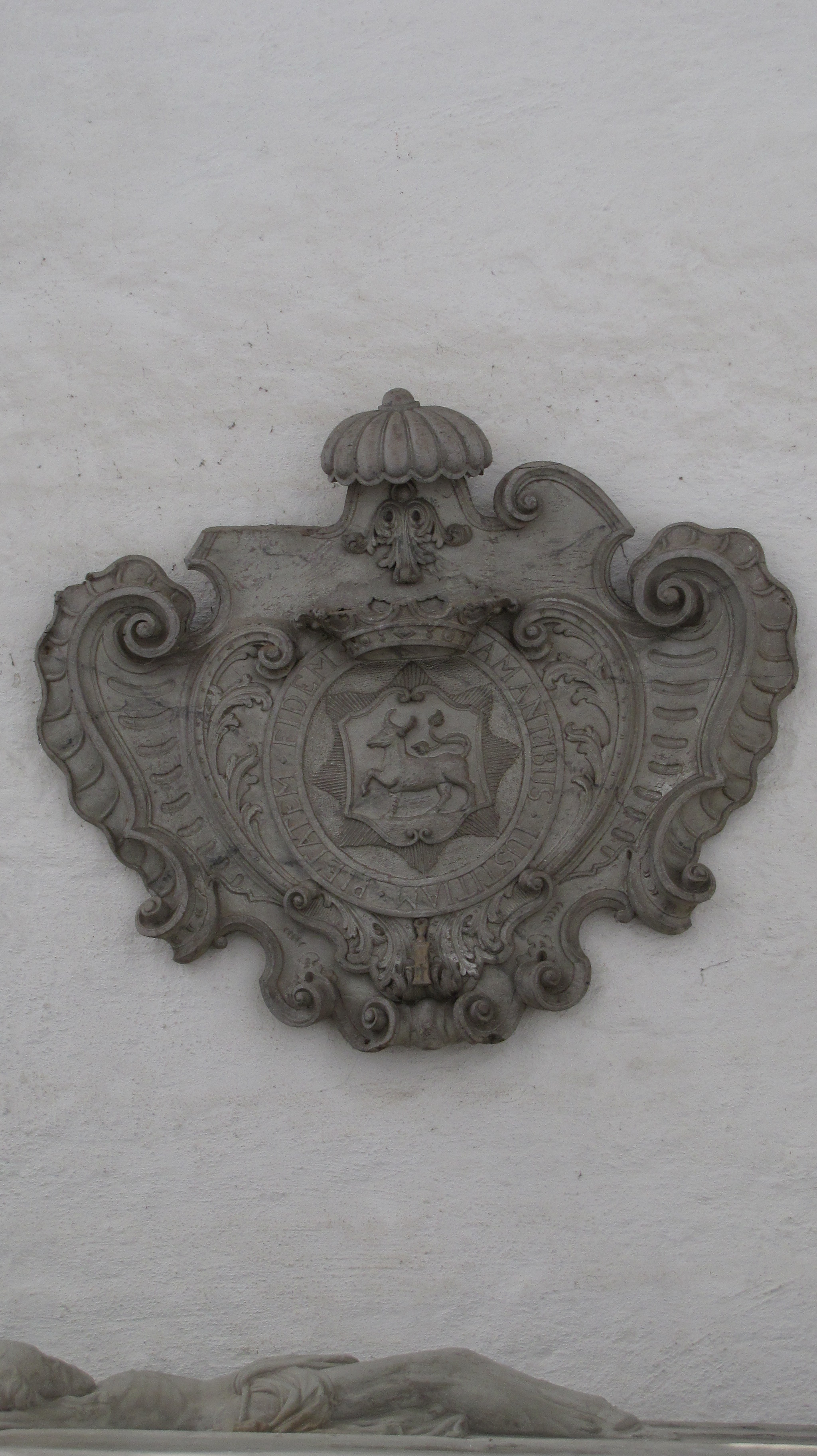
Die Wappenkartusche befand sich ursprünglich über dem Eingang zur Plessen-Kapelle

## von-Berkentin-Kapelle (†)
Unter dem Nordturm befand sich die Grabkapelle der Familie von Berkentin. Hier wurden unter anderem Christian August von Berkentin und seine Tochter Louise von Plessen beigesetzt. Seit den Zerstörungen durch den Luftangriff auf Lübeck im Zweiten Weltkrieg befinden sich ihre Sandsteinsarkophage zusammen mit den anderen ihrer Familie in der südöstlichsten Chorumgangskapelle des Doms.
Unter dem Norderturm befindet sich heute eine Ausstellung mit Bildern und Erläuterungen zum Wiederaufbau des Doms nach dem Zweiten Weltkrieg.

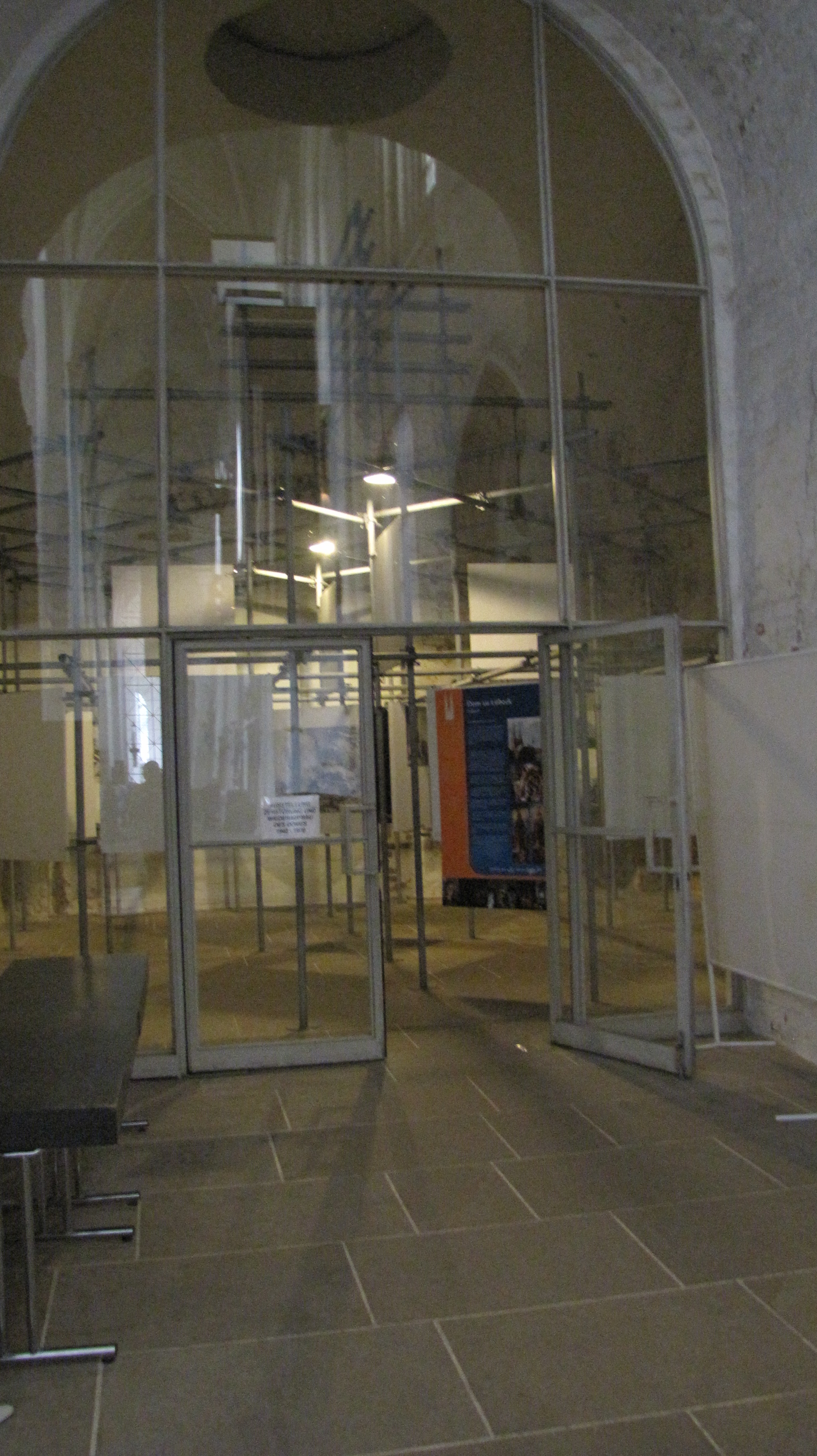
Blick in die nördliche Turmkapelle
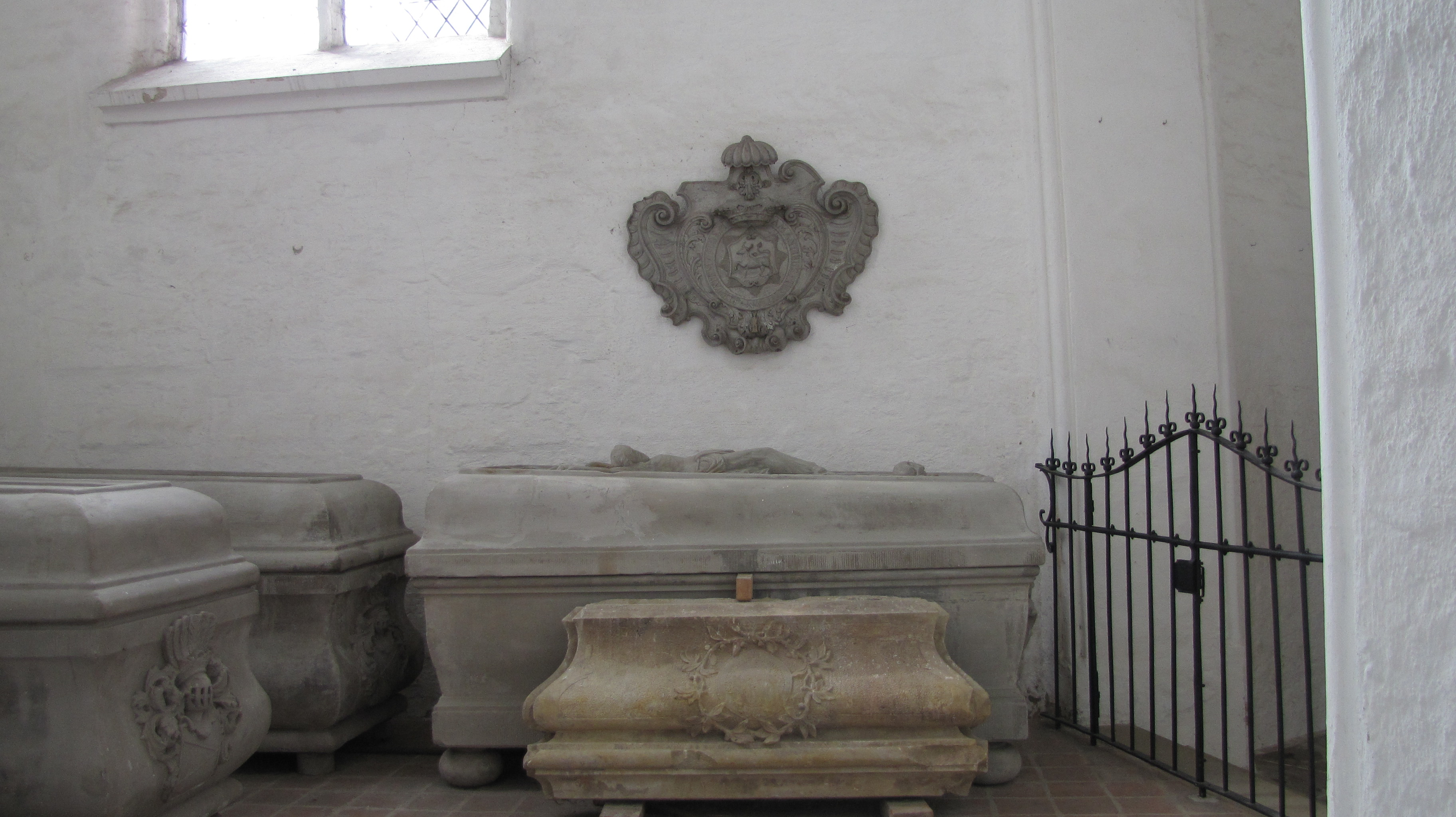
Sarkophage der Familie von Berkentin, heute im Chor

## von-Wedderkop-Kapelle im Süderturm (†)
Die jüngere der beiden Grabkapellen der Familie von Wedderkop im Lübecker Dom befand sich unter dem Süderturm an dessen Südwand. Die Stelle wurde 1725 von Gottfried von Wedderkop erworben und erstmals zu einer Grabkapelle gestaltet. Sie war durch eine schlichte, durch Pilaster und Gesims gegliederte Mauer abgeschlossen. Über der mittleren Eingangstür war eine schwarze Marmortafel mit Inschrift eingelassen. In Sandsteinsarkophagen ruhten in der Kapelle die am 3. Juli 1724 in Paris gestorbene Ehefrau von Gottfried von Wedderkop, Friederica Amalia von Wedderkop, geborene von Königstein, eine Tochter des Dompropstes Johann Ludwig von Pincier, Freiherr von Königstein, Gottfried von Wedderkop selbst († 1741) sowie die zwei Kinder des Paares, der Rittmeister und Domherr Magnus von Wedderkop († 1741) und die Konventualin des Klosters Uetersen Margaretha Elisabeth von Wedderkop († 1774). Die Architektur der Kapelle wurde 1942 völlig zerstört; die Sarkophage bleiben jedoch erhalten und sind heute in der Dechanten-Kapelle im Chor aufgestellt.

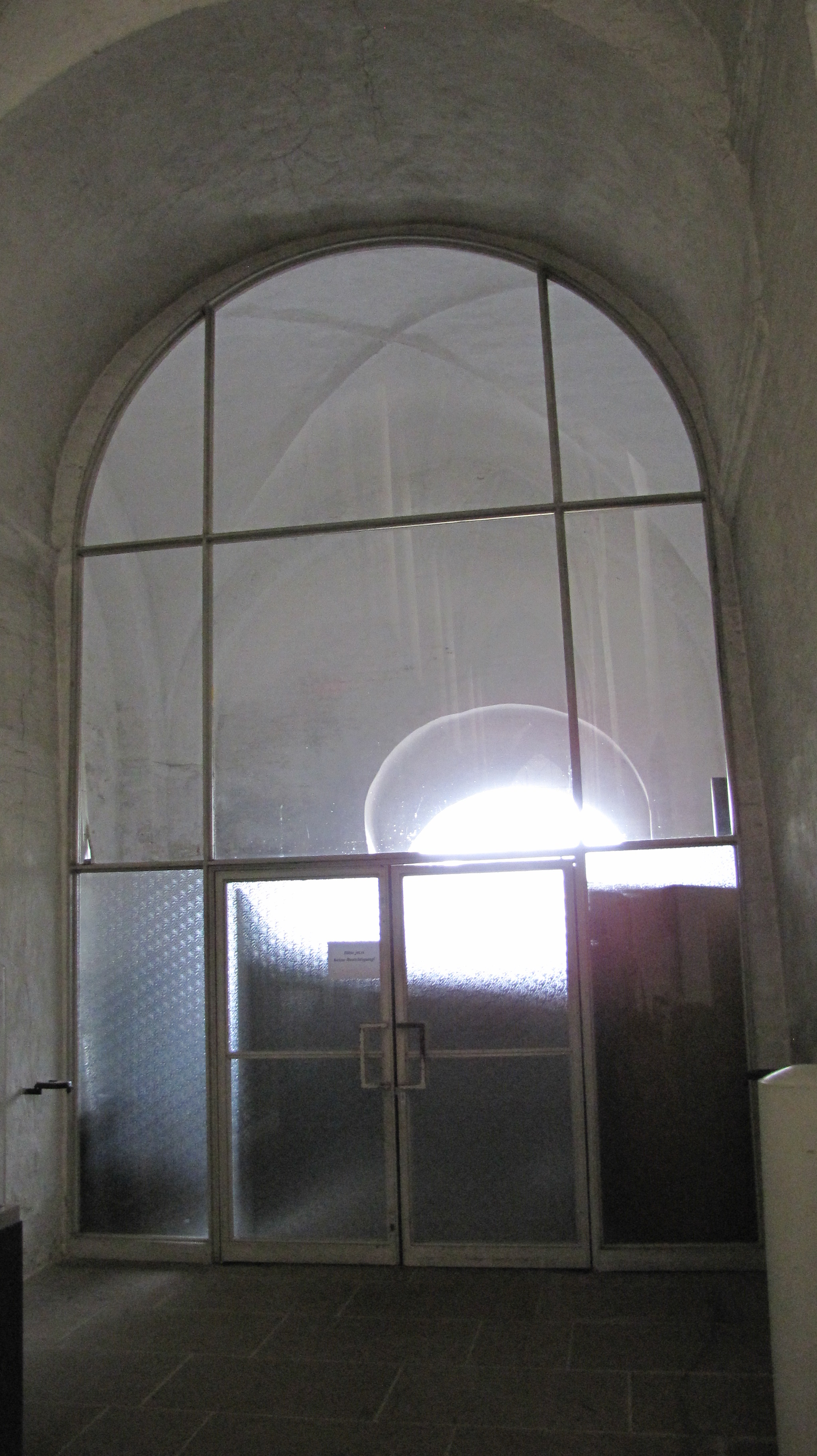
Blick in die südliche Turmkapelle heute
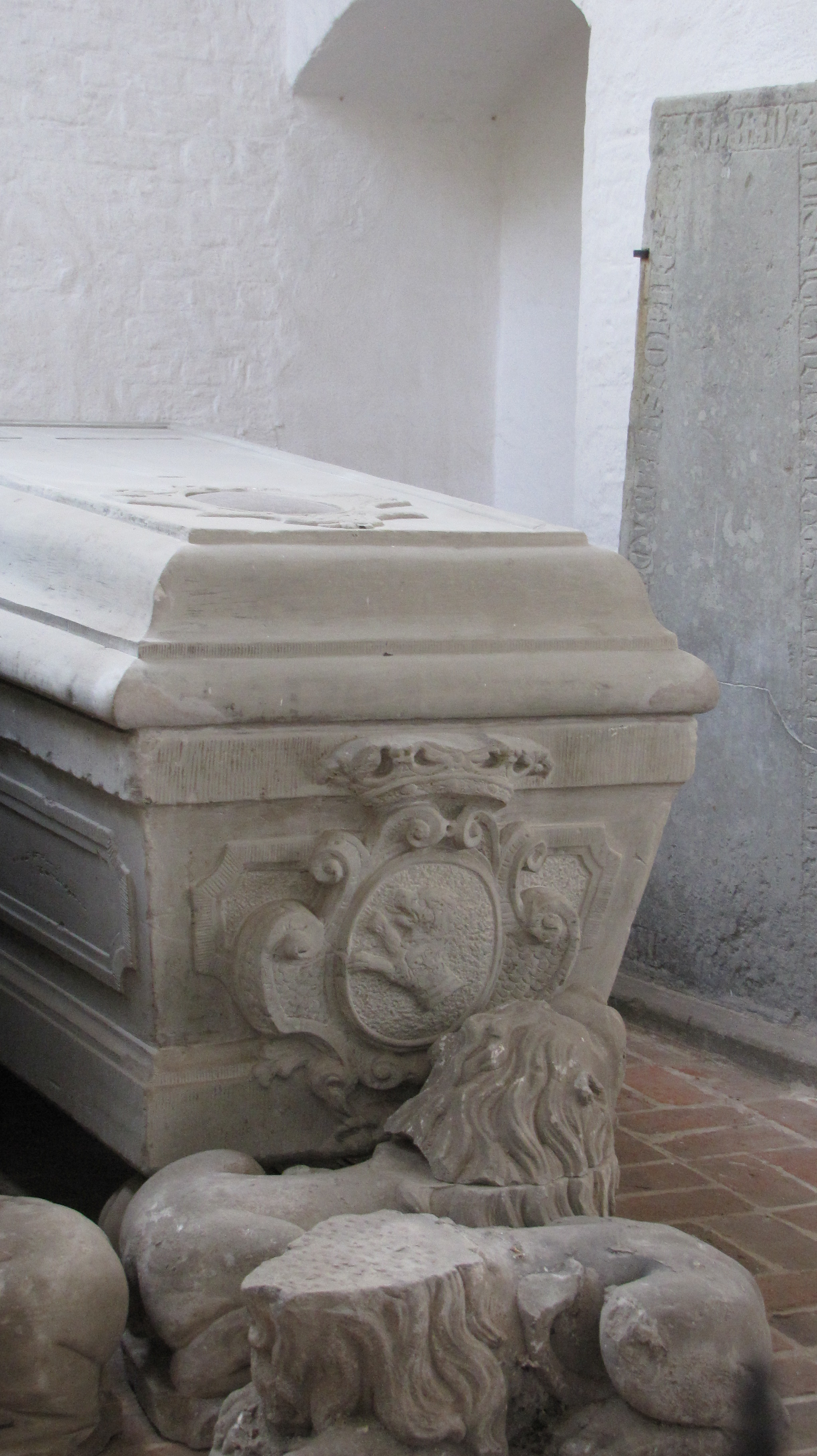
Sarkophag mit dem Wedderkopschen Wappen, wohl Gottfried von Wedderkop, in der Dechanten-Kapelle

## von-Lente-Kapelle
Grablege von Johann Hugo von Lente. Kapelle innen und Portal von Thomas Quellinus; Portal mit lateinischer Inschrift

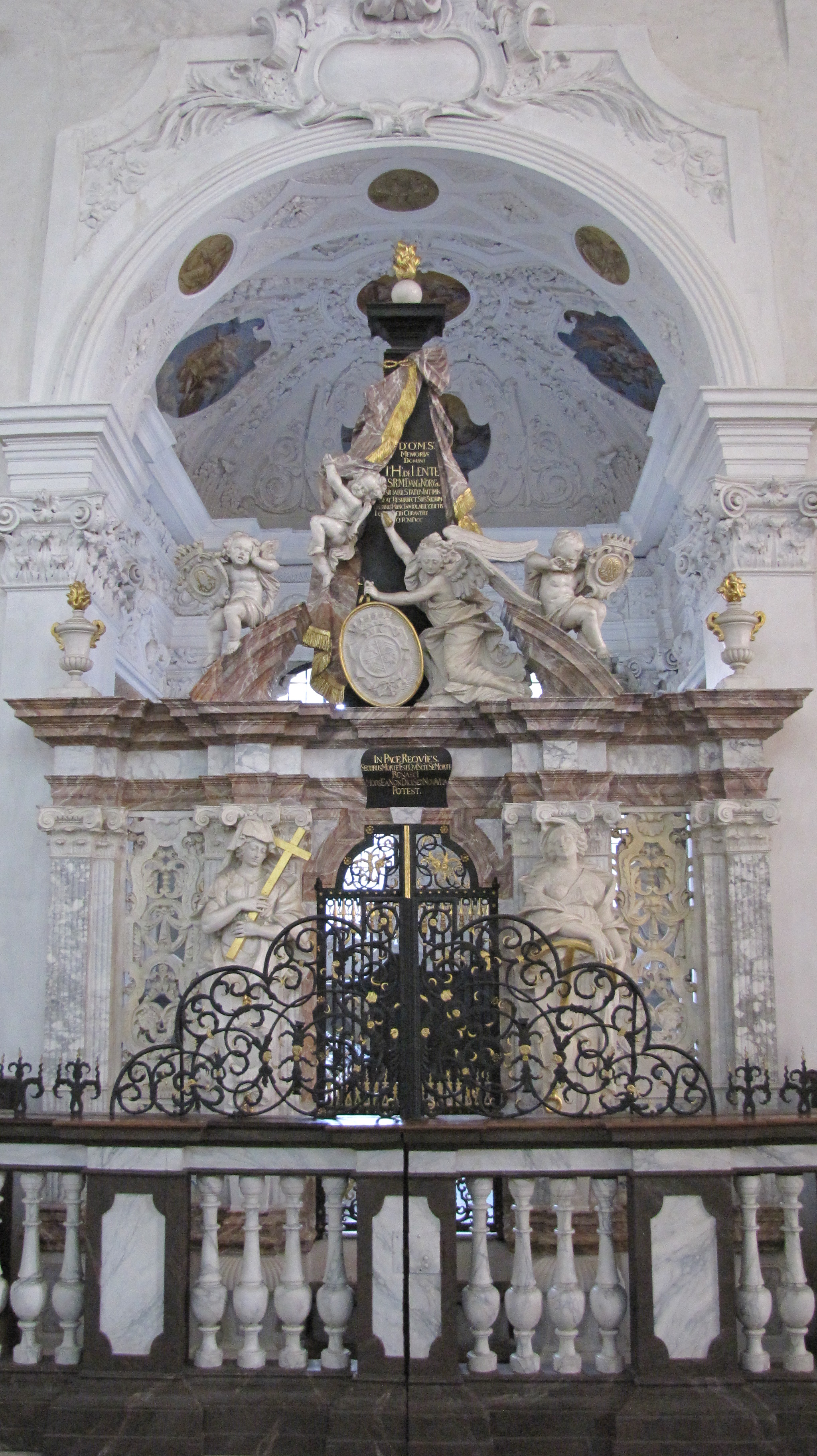
Lente-Kapelle

## von-Gusmann-Kapelle
Im Mittelalter nach dem Lübecker Domherrn Johann Hake (Domherr 1306–1330) benannt und 1704 an den schwedischen Landrentmeister im Herzogtum Verden Johan Dargeman nobilitiert als Johann von Manderstiern (1659–1739) verkauft. 1735 Verkauf an Ernst Friedrich von Gusmann, Sohn des unter Gusmann nobilitierten mecklenburgischen Rates und Syndikus der Hansestadt Lübeck Johann Georg Gutzmer. Erbherr auf Wichmannsdorf. Lateinische Portalinschrift

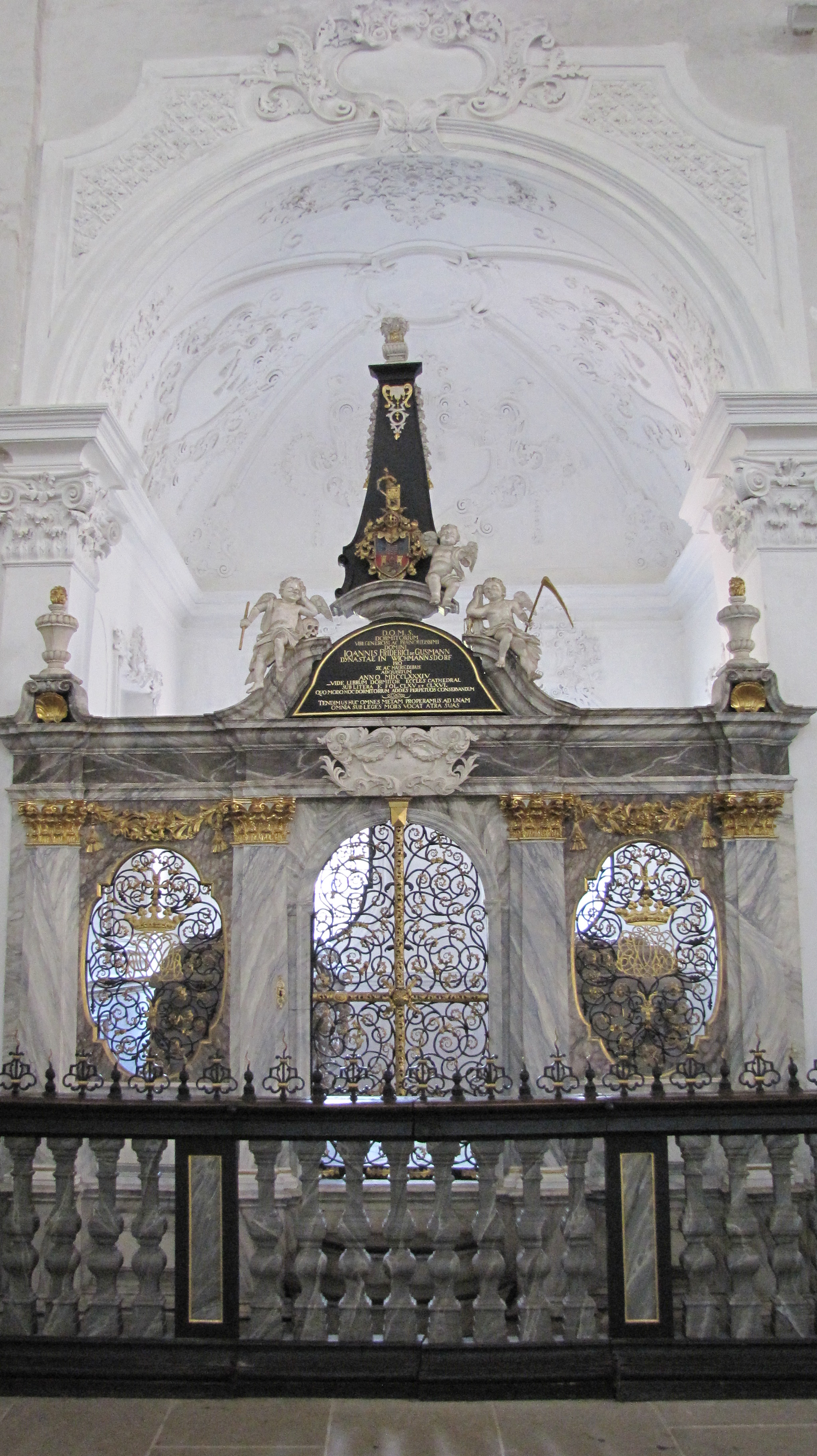
Gusmann-Kapelle
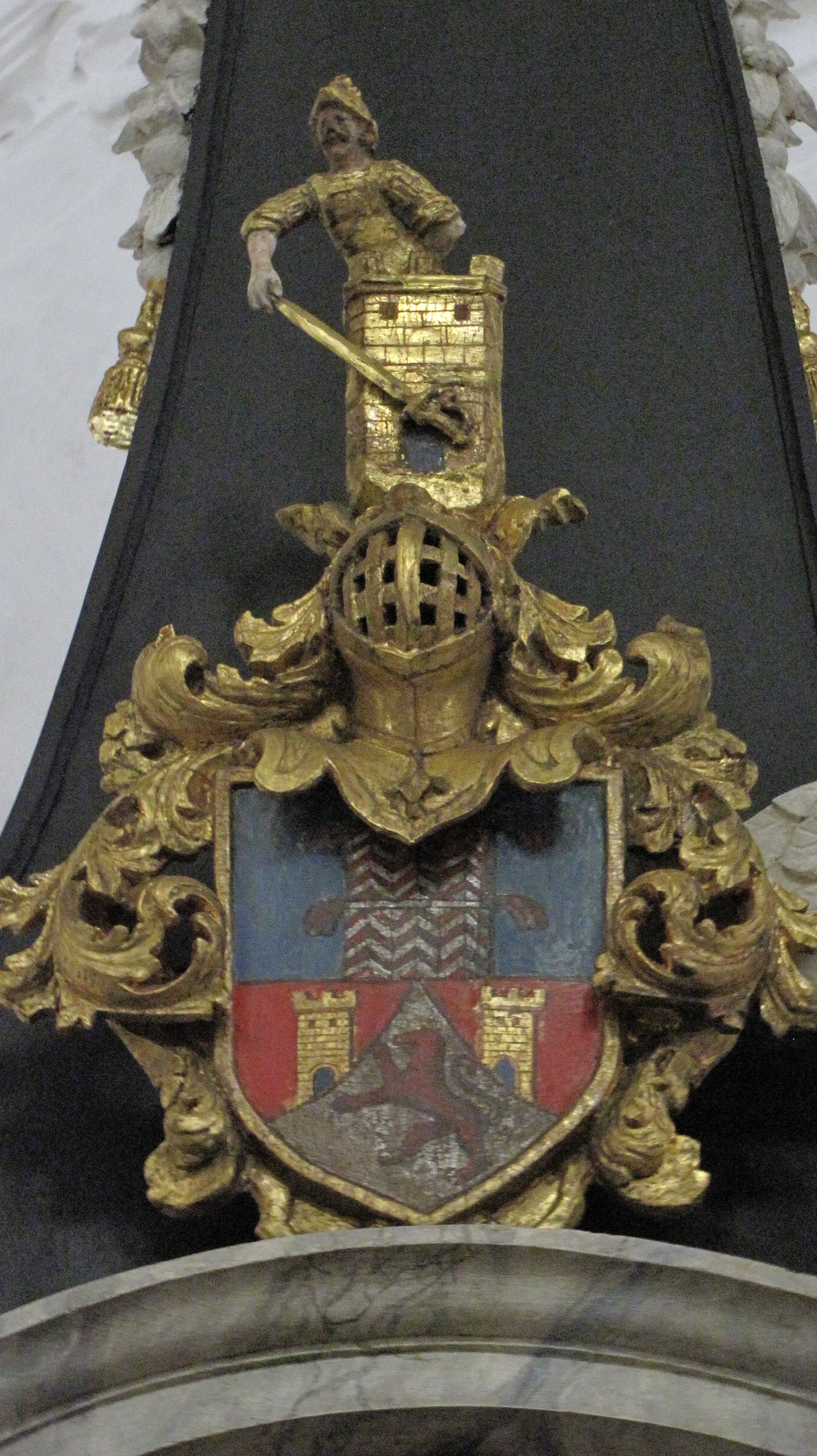
Wappen über dem Portal

## von-Wedderkop-Kapelle im südlichen Seitenschiff
Die ältere der beiden Grabkapellen der Familie von Wedderkop im Lübecker Dom liegt im südlichen Seitenschiff. Im Mittelalter wurde sie als Untere Morum-Kapelle bezeichnet. 1657 wurde Heinrich von Rohden als Eigentümer genannt, der die Kapelle 1697 an Magnus von Wedderkop verkaufte. Die heutige Gestaltung der Kapelle wurde durch seinen Sohn Friedrich Christian von Wedderkop 1748 veranlasst. Lateinische Portalinschrift. Magnus von Wedderkop  wurde am 28. Februar 1721 hier bestattet, seine Frau folgte zehn Jahre später. Die schlichten Sarkophage aus grauem Marmor sind erhalten geblieben. Die Inschrift weist auf Magnus von Wedderkops Güter als Erbherr auf Gut Steinhorst, Tangstedt und Moisling hin. Über dem 1748 fertiggestellten Portal ist das Familienwappen in weißem Marmor angebracht.

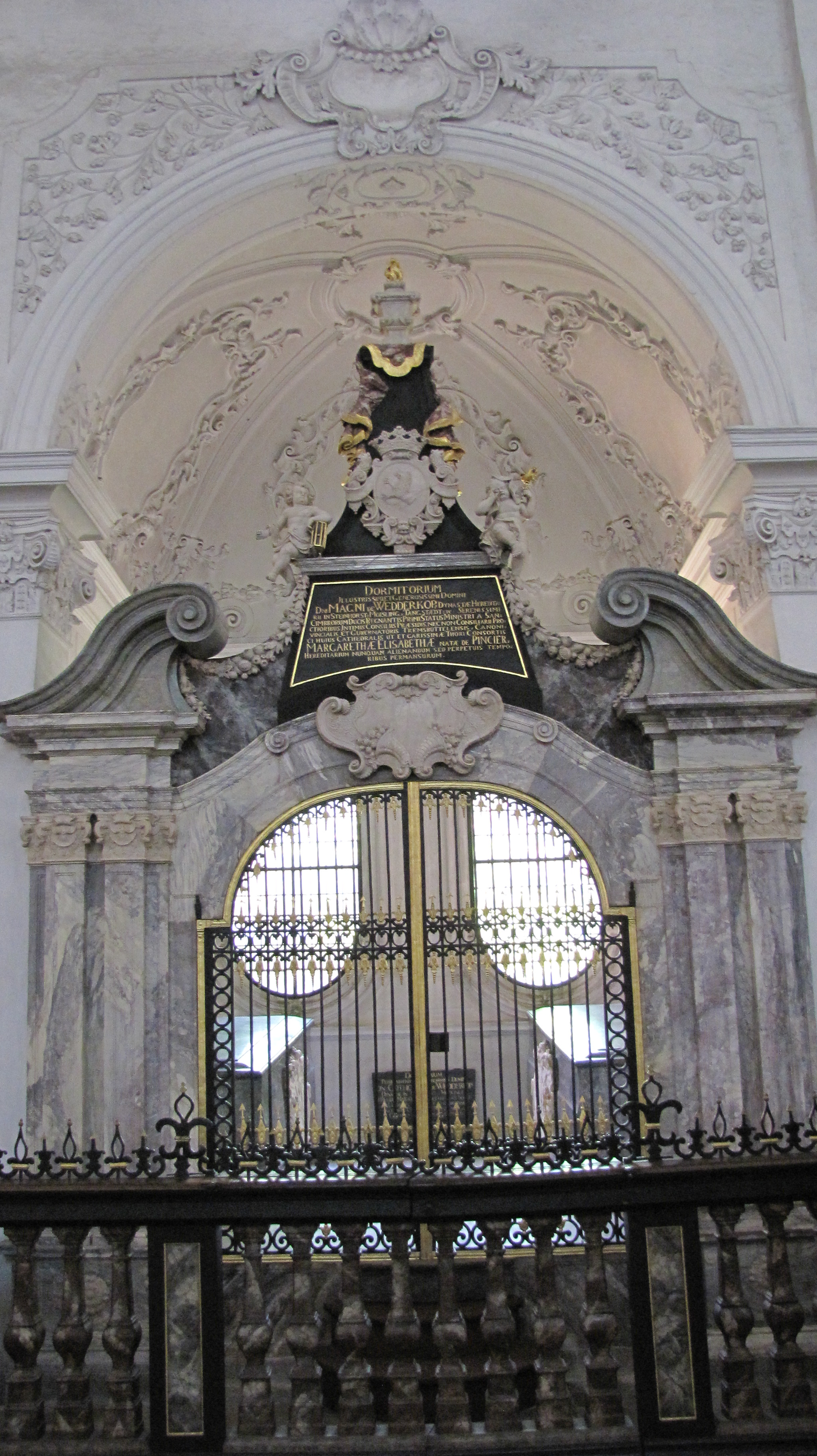
Wedderkop-Kapelle im südlichen Seitenschiff

## von-Bassewitz-Kapelle
Urkundlich erstmals Anfang des 14. Jahrhunderts erwähnte Kapelle des Domherrn Johann von Morum († ca. 1333–35) in der zunächst 1327 seine Schwägerin Windelburg von Morum bestattet wurde. Die nach diesen zunächst obere Morum-Kapelle benannte Seitenkapelle ging später an den Lübecker Bürgermeister Hieronymus Lüneburg über und im Zuge einer Erbauseinandersetzung 1657 an die Erben des Ratsherrn Hermann von Dorne. Die Familie von Dorne verkaufte die Kapelle 1713 an Melchior von Korff, der den ebenerdigen Teil der Kapelle an seinen Schwiegervater Thomas Balthasar von Jessen abtrat und sich nur die Nutzung der darunter gelegenen Gruft vorbehielt. 1787 wurden beide Teile der Kapelle an den heute namensgebenden dänischen Geheimrat und Dekan des Domkapitels Graf Joachim Otto Adolph von Bassewitz erworben. In der Kapelle befinden sich drei Sandsteinsarkophage und zwei von dem Bildhauer Hassenberg gefertigte Memorialtafeln aus schwarzem Marmor. Lateinische Portalinschrift.

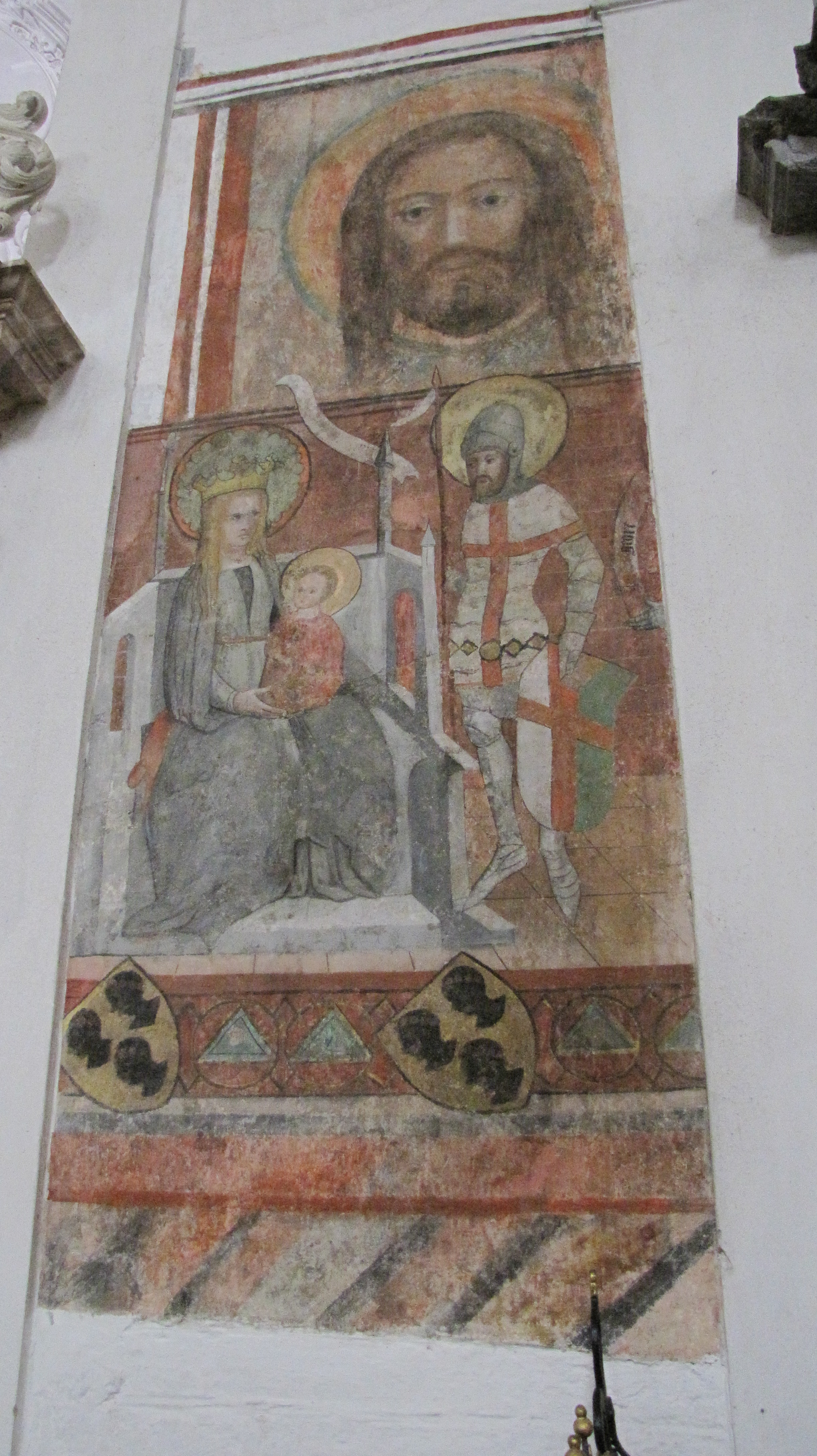
Fresco mit Marienbild und Wappen der Familie von Morum
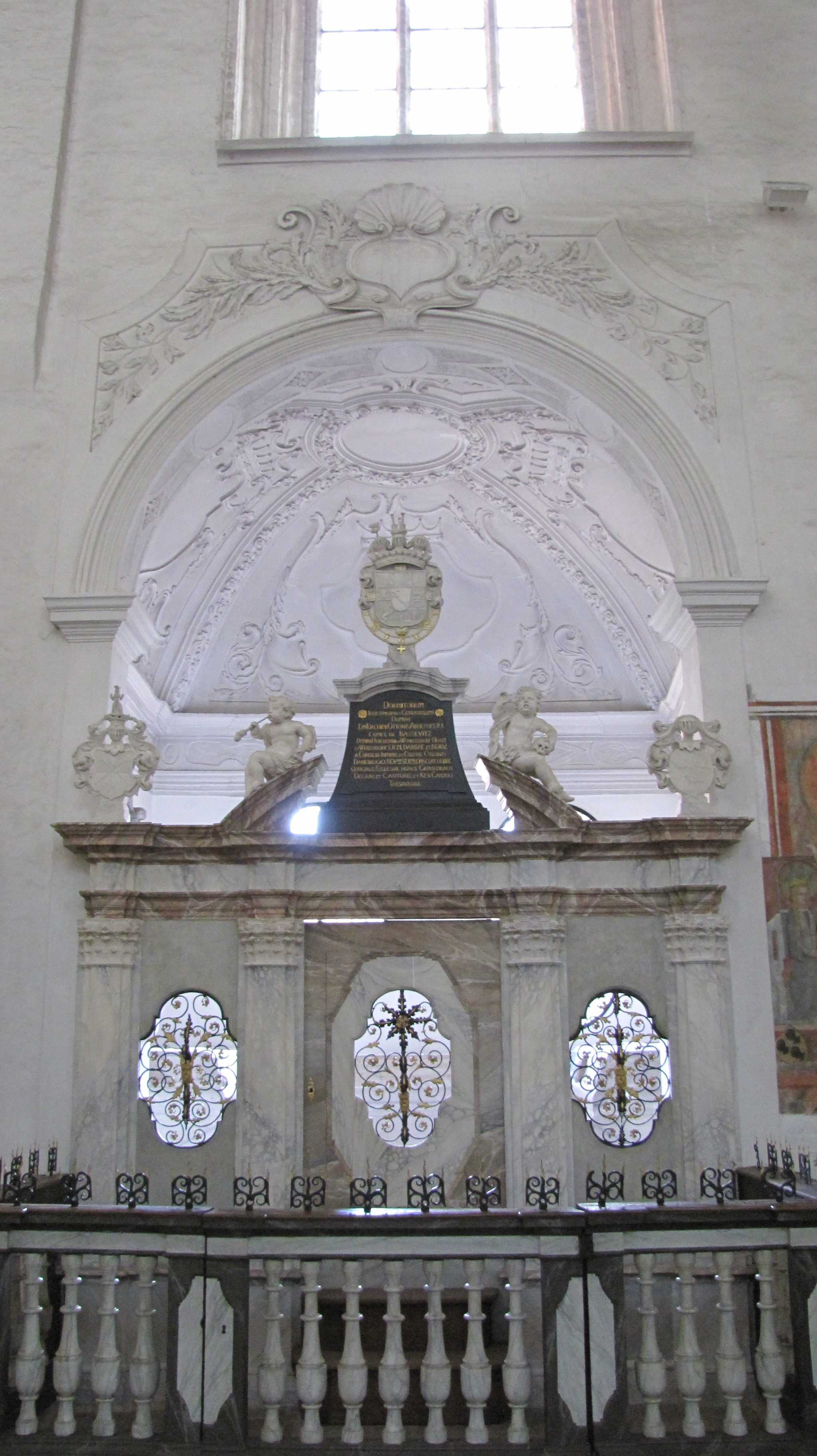
Bassewitz-Kapelle

## Warendorp-Kapelle
Diese Kapelle wurde vermutlich für den 1341 verstorbenen Lübecker Bürgermeister Bruno Warendorp und seine Frau errichtet, die hier bestattet wurden. Die Kapelle wurde 1356 nach seinem Sohn, dem Ratsherrn Gottschalk Warendorp benannt. Sie war der ursprüngliche Aufstellungsort des ältesten heute noch erhaltenen Lübecker Flügelaltars, des Warendorp-Altars mit Schnitzarbeiten eines unbekannten Meisters aus der Zeit von 1340 und Malereien aus der Zeit um 1400. Er war Teil einer Vikarie aus dem Nachlass des Lübecker Domherrn Johannes von Warendorp befindet sich als Leihgabe der Kirchengemeinde des Doms heute in der Sammlung mittelalterlicher Retabeln des St.-Annen-Museums.

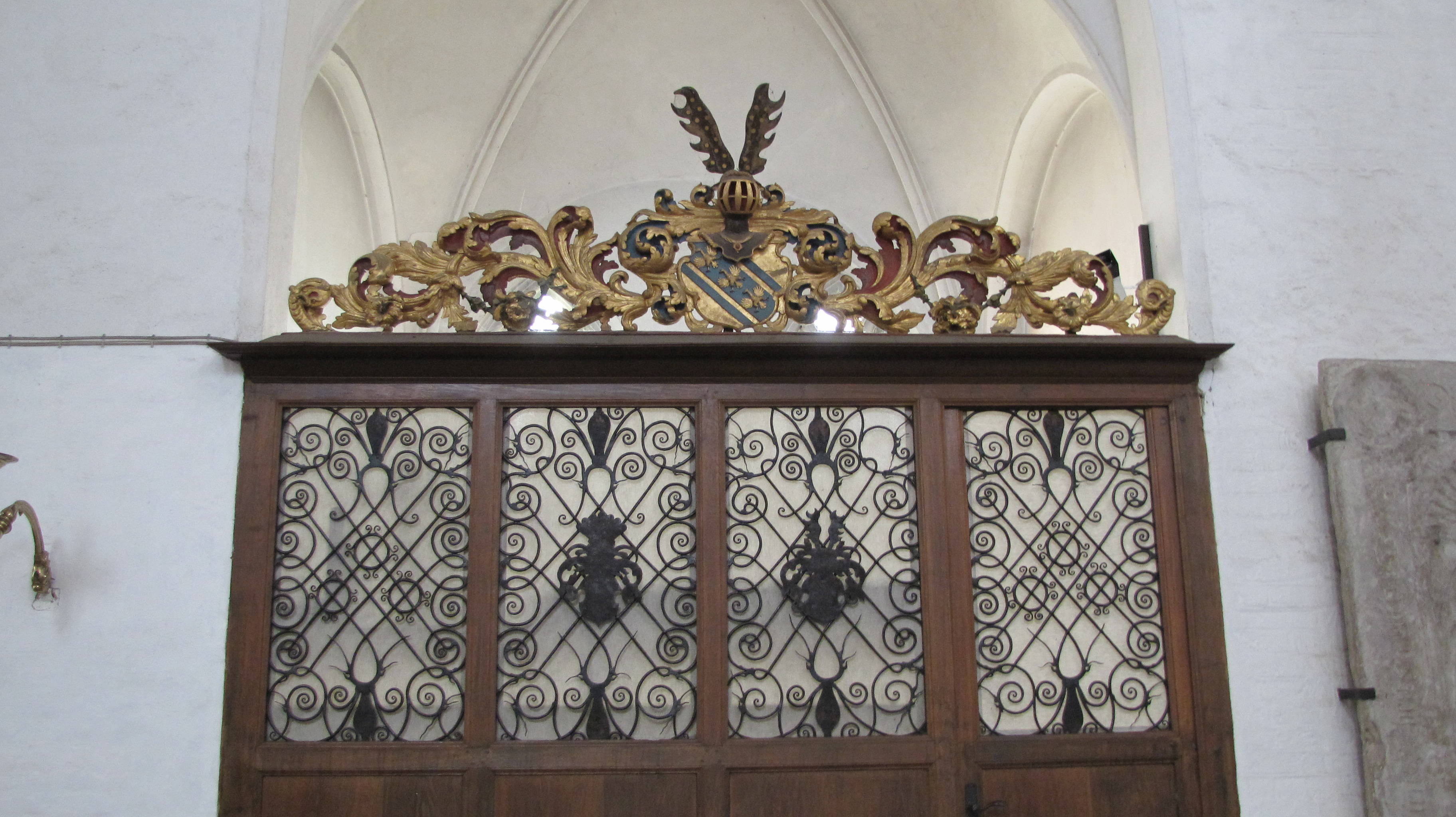
Warendorp-Kapelle

## von-Brömbsen-Kapelle
Vor 1230, zunächst in anderer Form, errichtete Kapelle, nach dem Ritter Friedrich Dumme als Dumme-Kapelle benannt. 1496 auch als bischöfliche Kapelle bezeichnet. 1664 Kauf durch den Lübecker Ratsherrn Gotthard von Brömbsen (1607–1673), Herr auf Krummesse, Kronsforde und Niemark. Gestaltung des Schrankenwerks von 1674. In der Kapelle befindet sich die aufgerichtete Grabplatte des im Dom bestatteten Juristen Heinrich Brömse als frühem Familienmitglied der von Brömbsen/Brömse.

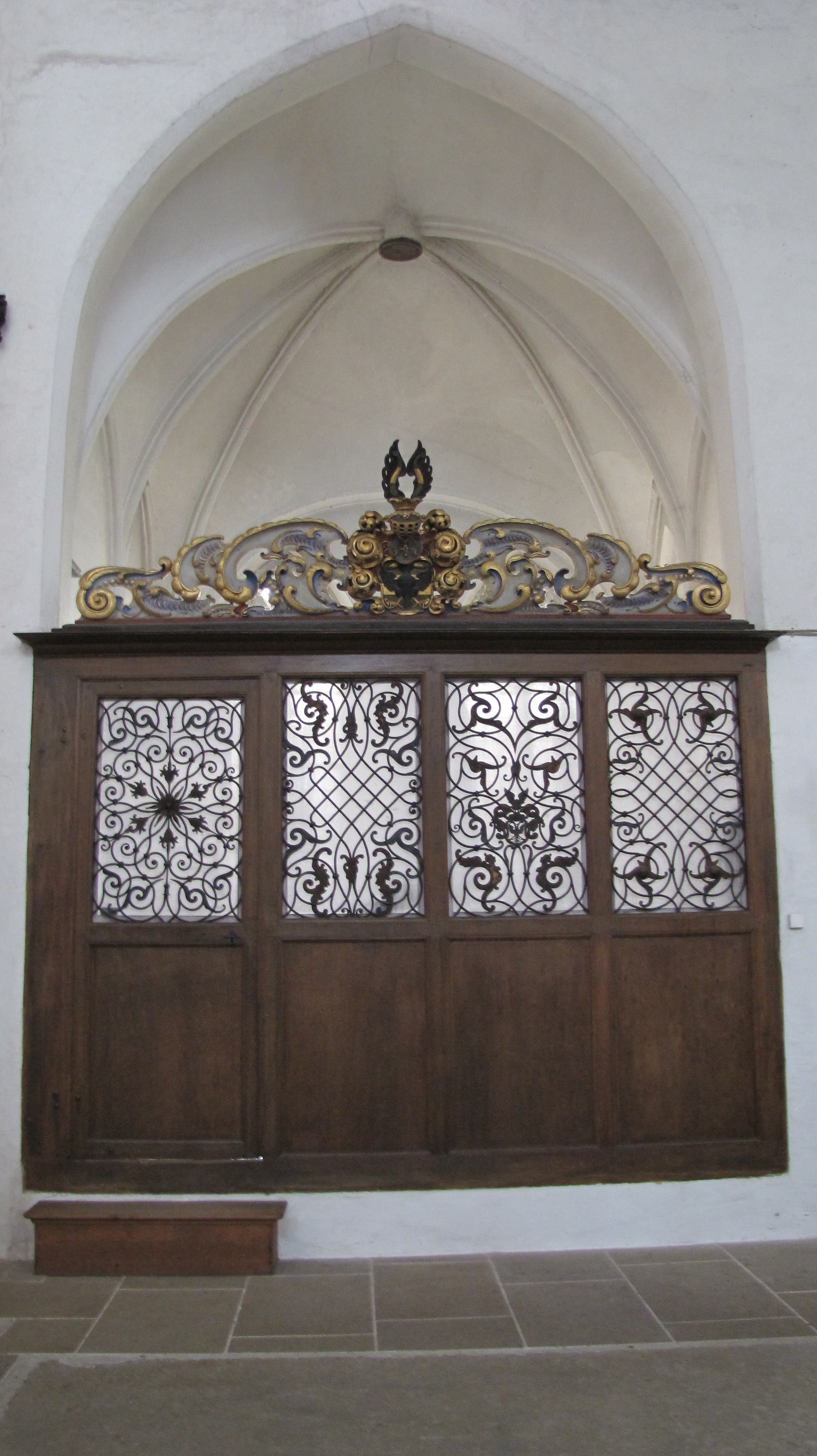
Brömbsen-Kapelle